# Liste des épisodes de Naruto
Cet article présente la liste des épisodes de la série télévisée d'animation japonaise Naruto issue de la première partie du manga du même nom. Ils sont groupés par saison en fonction des périodes de diffusions (avril-septembre et octobre-mars) et en fonction des génériques d'ouvertures.

## Généralités
- Cet anime est diffusé intégralement sur la chaîne nippone TV Tokyo du 3 octobre 2002 au 8 février 2007 au Japon.

- Le 15 février 2007, l'anime Naruto Shippûden se basant sur la seconde partie du récit, a suivi sur la même chaîne nippone.

- La diffusion française s'est effectuée pour la première fois en 2006 sur la chaîne Game One et s'est terminée le 15 janvier 2008 avec la diffusion de l'épisode 220.

## Génériques

### Début
| Numéro | Titres                   | Artiste                  | Épisodes | 1re date de diffusion |
| ------ | ------------------------ | ------------------------ | -------- | --------------------- |
| 1      | R☆O☆C☆K☆S                | Hound Dog                | 1-25     | 3 octobre 2002        |
| 2      | Haruka Kanata            | Asian Kung-Fu Generation | 26-53    | 2 avril 2003          |
| 3      | Kanashimi o Yasashisa ni | Little By Little         | 54-77    | 15 octobre 2003       |
| 4      | Go!!!                    | Flow                     | 78-103   | 7 avril 2004          |
| 5      | Seishun Kyōsōkyoku       | Sambomaster              | 104-128  | 13 octobre 2004       |
| 6      | No Boy No Cry            | Stance Punks             | 129-153  | 6 avril 2005          |
| 7      | Namikaze Satellite       | Snowkel                  | 154-178  | 5 octobre 2005        |
| 8      | Re:member                | Flow                     | 179-202  | 5 avril 2006          |
| 9      | Yurayura                 | Hearts Grow              | 203-220  | 5 octobre 2006        |

### Fin
| Numéro | Titres                    | Artiste          | Épisodes | 1re date de diffusion |
| ------ | ------------------------- | ---------------- | -------- | --------------------- |
| 1      | Wind                      | Akeboshi         | 1-25     | 3 octobre 2002        |
| 2      | Harumonia                 | Rythem           | 26-51    | 2 avril 2003          |
| 3      | Viva Rock                 | Orange Range     | 52-64    | 1re octobre 2003      |
| 4      | Alive                     | Raiko            | 65-77    | 31 décembre 2003      |
| 5      | Ima Made Nando Mo         | Mass Missile     | 78-89    | 7 avril 2004          |
| 6      | Ryuusei                   | TiA              | 90-103   | 7 juillet 2004        |
| 7      | Mountain-a-Go Go-Two      | Captain Straydum | 104-115  | 13 octobre 2004       |
| 8      | Hajimete Kimi to Shabetta | Gagaga SP        | 116-128  | 5 janvier 2005        |
| 9      | Nakushita Kotoba          | No Regret Life   | 129-141  | 6 avril 2005          |
| 10     | Speed                     | Analog Fish      | 142-153  | 6 juillet 2005        |
| 11     | Soba ni iru kara          | Amadori          | 154-165  | 5 octobre 2005        |
| 12     | Parade                    | Chaba            | 166-178  | 4 janvier 2006        |
| 13     | Yellow Moon               | Akeboshi         | 179-191  | 5 avril 2006          |
| 14     | Pinocchio                 | OreSkaBand       | 192-202  | 5 juillet 2006        |
| 15     | Scenario                  | Saboten          | 203-220  | 5 octobre 2006        |

## Répartition des arcs
| #                    | #                     | Début           | Fin               | Arcs                   | Arcs            | Arcs                | # | # |
| -------------------- | --------------------- | --------------- | ----------------- | ---------------------- | --------------- | ------------------- | - | - |
|                      | 1                     | 3 octobre 2002  | 27 mars 2003      |                        |                 |                     | 1 |   |
|                      | 1                     | 3 octobre 2002  | 27 mars 2003      |                        |                 |                     | 1 |   |
|                      | 1                     | 3 octobre 2002  | 27 mars 2003      |                        |                 |                     | 1 |   |
|                      | 1                     | 3 octobre 2002  | 27 mars 2003      |                        |                 |                     | 1 |   |
|                      | 1                     | 3 octobre 2002  | 27 mars 2003      |                        |                 |                     | 1 |   |
|                      | 1                     | 3 octobre 2002  | 27 mars 2003      |                        |                 |                     | 1 |   |
| Pays des vagues      | 1                     | 3 octobre 2002  | 27 mars 2003      |                        |                 |                     | 1 |   |
|                      | 1                     | 3 octobre 2002  | 27 mars 2003      |                        |                 |                     | 1 |   |
|                      | 1                     | 3 octobre 2002  | 27 mars 2003      |                        |                 |                     | 1 |   |
|                      | 1                     | 3 octobre 2002  | 27 mars 2003      |                        |                 |                     | 1 |   |
|                      | 1                     | 3 octobre 2002  | 27 mars 2003      |                        |                 |                     | 1 |   |
|                      | 1                     | 3 octobre 2002  | 27 mars 2003      |                        |                 |                     | 1 |   |
|                      | 1                     | 3 octobre 2002  | 27 mars 2003      |                        |                 |                     | 1 |   |
|                      | 1                     | 3 octobre 2002  | 27 mars 2003      |                        |                 |                     | 1 |   |
|                      | 1                     | 3 octobre 2002  | 27 mars 2003      |                        |                 |                     | 1 |   |
|                      | 1                     | 3 octobre 2002  | 27 mars 2003      |                        |                 |                     | 1 |   |
|                      | 1                     | 3 octobre 2002  | 27 mars 2003      |                        |                 |                     | 1 |   |
|                      | 1                     | 3 octobre 2002  | 27 mars 2003      |                        |                 |                     | 1 |   |
|                      | 1                     | 3 octobre 2002  | 27 mars 2003      |                        |                 |                     | 1 |   |
|                      | 1                     | 3 octobre 2002  | 27 mars 2003      |                        |                 |                     | 1 |   |
|                      | 1                     | 3 octobre 2002  | 27 mars 2003      |                        |                 |                     | 1 |   |
|                      | 1                     | 3 octobre 2002  | 27 mars 2003      |                        |                 |                     | 1 |   |
|                      | 1                     | 3 octobre 2002  | 27 mars 2003      |                        |                 |                     | 1 |   |
| Examen chūnin        | 1                     | 3 octobre 2002  | 27 mars 2003      |                        | 1re épreuve     |                     | 1 |   |
| Examen chūnin        | 1                     | 3 octobre 2002  | 27 mars 2003      |                        | 1re épreuve     |                     | 1 |   |
| Examen chūnin        |                       | 2               | 2 avril 2003      | 24 septembre 2003      |                 |                     | 2 |   |
| Examen chūnin        | 2de épreuve           | 2               | 2 avril 2003      | 24 septembre 2003      |                 |                     | 2 |   |
| Examen chūnin        |                       | 2               | 2 avril 2003      | 24 septembre 2003      |                 |                     | 2 |   |
| Examen chūnin        |                       | 2               | 2 avril 2003      | 24 septembre 2003      |                 |                     | 2 |   |
| Examen chūnin        |                       | 2               | 2 avril 2003      | 24 septembre 2003      |                 |                     | 2 |   |
| Examen chūnin        |                       | 2               | 2 avril 2003      | 24 septembre 2003      |                 |                     | 2 |   |
| Examen chūnin        |                       | 2               | 2 avril 2003      | 24 septembre 2003      |                 |                     | 2 |   |
| Examen chūnin        |                       | 2               | 2 avril 2003      | 24 septembre 2003      |                 |                     | 2 |   |
| Examen chūnin        |                       | 2               | 2 avril 2003      | 24 septembre 2003      |                 |                     | 2 |   |
| Examen chūnin        |                       | 2               | 2 avril 2003      | 24 septembre 2003      |                 |                     | 2 |   |
| Examen chūnin        |                       | 2               | 2 avril 2003      | 24 septembre 2003      |                 |                     | 2 |   |
| Examen chūnin        |                       | 2               | 2 avril 2003      | 24 septembre 2003      |                 |                     | 2 |   |
| Examen chūnin        | Épreuve de transition | 2               | 2 avril 2003      | 24 septembre 2003      |                 |                     | 2 |   |
| Examen chūnin        |                       | 2               | 2 avril 2003      | 24 septembre 2003      |                 |                     | 2 |   |
| Examen chūnin        |                       | 2               | 2 avril 2003      | 24 septembre 2003      |                 |                     | 2 |   |
| Examen chūnin        |                       | 2               | 2 avril 2003      | 24 septembre 2003      |                 |                     | 2 |   |
| Examen chūnin        |                       | 2               | 2 avril 2003      | 24 septembre 2003      |                 |                     | 2 |   |
| Examen chūnin        |                       | 2               | 2 avril 2003      | 24 septembre 2003      |                 |                     | 2 |   |
| Examen chūnin        |                       | 2               | 2 avril 2003      | 24 septembre 2003      |                 |                     | 2 |   |
| Examen chūnin        |                       | 2               | 2 avril 2003      | 24 septembre 2003      |                 |                     | 2 |   |
| Examen chūnin        |                       | 2               | 2 avril 2003      | 24 septembre 2003      |                 |                     | 2 |   |
| Examen chūnin        |                       | 2               | 2 avril 2003      | 24 septembre 2003      |                 |                     | 2 |   |
| Examen chūnin        |                       | 2               | 2 avril 2003      | 24 septembre 2003      |                 |                     | 2 |   |
| Examen chūnin        |                       | 2               | 2 avril 2003      | 24 septembre 2003      |                 |                     | 2 |   |
| Examen chūnin        |                       | 2               | 2 avril 2003      | 24 septembre 2003      |                 |                     | 2 |   |
| Examen chūnin        |                       | 2               | 2 avril 2003      | 24 septembre 2003      |                 |                     | 2 |   |
| Examen chūnin        |                       | 3               | 1er octobre 2003  | 31 mars 2004           |                 |                     | 3 |   |
| Examen chūnin        | Jiraya                | 3               | 1er octobre 2003  | 31 mars 2004           |                 |                     | 3 |   |
| Examen chūnin        |                       | 3               | 1er octobre 2003  | 31 mars 2004           |                 |                     | 3 |   |
| Examen chūnin        |                       | 3               | 1er octobre 2003  | 31 mars 2004           |                 |                     | 3 |   |
| Examen chūnin        |                       | 3               | 1er octobre 2003  | 31 mars 2004           |                 |                     | 3 |   |
| Examen chūnin        |                       | 3               | 1er octobre 2003  | 31 mars 2004           |                 |                     | 3 |   |
| Examen chūnin        |                       | 3               | 1er octobre 2003  | 31 mars 2004           |                 |                     | 3 |   |
| Examen chūnin        | 3e épreuve            | 3               | 1er octobre 2003  | 31 mars 2004           |                 |                     | 3 |   |
| Examen chūnin        |                       | 3               | 1er octobre 2003  | 31 mars 2004           |                 |                     | 3 |   |
| Examen chūnin        |                       | 3               | 1er octobre 2003  | 31 mars 2004           |                 |                     | 3 |   |
| Examen chūnin        |                       | 3               | 1er octobre 2003  | 31 mars 2004           |                 |                     | 3 |   |
| Examen chūnin        |                       | 3               | 1er octobre 2003  | 31 mars 2004           |                 |                     | 3 |   |
| Examen chūnin        |                       | 3               | 1er octobre 2003  | 31 mars 2004           |                 |                     | 3 |   |
| Examen chūnin        |                       | 3               | 1er octobre 2003  | 31 mars 2004           |                 |                     | 3 |   |
| Examen chūnin        |                       | 3               | 1er octobre 2003  | 31 mars 2004           |                 |                     | 3 |   |
| Examen chūnin        |                       | 3               | 1er octobre 2003  | 31 mars 2004           |                 |                     | 3 |   |
| Examen chūnin        | Offensive sur Konoha  | 3               | 1er octobre 2003  | 31 mars 2004           |                 |                     | 3 |   |
| Examen chūnin        |                       | 3               | 1er octobre 2003  | 31 mars 2004           |                 |                     | 3 |   |
| Examen chūnin        |                       | 3               | 1er octobre 2003  | 31 mars 2004           |                 |                     | 3 |   |
| Examen chūnin        |                       | 3               | 1er octobre 2003  | 31 mars 2004           |                 |                     | 3 |   |
| Examen chūnin        |                       | 3               | 1er octobre 2003  | 31 mars 2004           |                 |                     | 3 |   |
| Examen chūnin        |                       | 3               | 1er octobre 2003  | 31 mars 2004           |                 |                     | 3 |   |
| Examen chūnin        |                       | 3               | 1er octobre 2003  | 31 mars 2004           |                 |                     | 3 |   |
| Examen chūnin        |                       | 3               | 1er octobre 2003  | 31 mars 2004           |                 |                     | 3 |   |
| Examen chūnin        |                       | 3               | 1er octobre 2003  | 31 mars 2004           |                 |                     | 3 |   |
| Examen chūnin        |                       | 3               | 1er octobre 2003  | 31 mars 2004           |                 |                     | 3 |   |
| Examen chūnin        |                       | 4               | 7 avril 2004      | 29 septembre 2004      |                 | 4                   |   |   |
| Examen chūnin        | Mort de l'Hokage      | 4               | 7 avril 2004      | 29 septembre 2004      |                 | 4                   |   |   |
| Examen chūnin        |                       | 4               | 7 avril 2004      | 29 septembre 2004      |                 | 4                   |   |   |
|                      |                       | 4               | 7 avril 2004      | 29 septembre 2004      | Itachi & Kisame | 4                   |   |   |
|                      |                       | 4               | 7 avril 2004      | 29 septembre 2004      |                 | 4                   |   |   |
| Recherche de Tsunade |                       | 4               | 7 avril 2004      | 29 septembre 2004      |                 | 4                   |   |   |
|                      |                       | 4               | 7 avril 2004      | 29 septembre 2004      |                 | 4                   |   |   |
|                      |                       | 4               | 7 avril 2004      | 29 septembre 2004      |                 | 4                   |   |   |
|                      | Décision de Tsunade   | 4               | 7 avril 2004      | 29 septembre 2004      |                 | 4                   |   |   |
|                      |                       | 4               | 7 avril 2004      | 29 septembre 2004      |                 | 4                   |   |   |
|                      |                       | 4               | 7 avril 2004      | 29 septembre 2004      |                 | 4                   |   |   |
|                      |                       | 4               | 7 avril 2004      | 29 septembre 2004      |                 | 4                   |   |   |
|                      |                       | 4               | 7 avril 2004      | 29 septembre 2004      |                 | 4                   |   |   |
|                      |                       | 4               | 7 avril 2004      | 29 septembre 2004      |                 | 4                   |   |   |
|                      |                       | 4               | 7 avril 2004      | 29 septembre 2004      |                 | 4                   |   |   |
|                      | Combat des Sannin     | 4               | 7 avril 2004      | 29 septembre 2004      |                 | 4                   |   |   |
|                      |                       | 4               | 7 avril 2004      | 29 septembre 2004      |                 | 4                   |   |   |
|                      |                       | 4               | 7 avril 2004      | 29 septembre 2004      |                 | 4                   |   |   |
|                      |                       | 4               | 7 avril 2004      | 29 septembre 2004      |                 | 4                   |   |   |
|                      |                       | 4               | 7 avril 2004      | 29 septembre 2004      |                 | 4                   |   |   |
|                      |                       | 4               | 7 avril 2004      | 29 septembre 2004      |                 | 4                   |   |   |
|                      |                       | 4               | 7 avril 2004      | 29 septembre 2004      |                 | 4                   |   |   |
|                      |                       | 4               | 7 avril 2004      | 29 septembre 2004      |                 | 4                   |   |   |
|                      |                       | 4               | 7 avril 2004      | 29 septembre 2004      |                 | 4                   |   |   |
| Pays du Thé          |                       | 4               | 7 avril 2004      | 29 septembre 2004      |                 | 4                   |   |   |
|                      |                       | 4               | 7 avril 2004      | 29 septembre 2004      |                 | 4                   |   |   |
|                      | 5                     | 13 octobre 2004 | 30 mars 2005      |                        |                 | 5                   |   |   |
|                      | 5                     | 13 octobre 2004 | 30 mars 2005      |                        |                 | 5                   |   |   |
|                      | 5                     | 13 octobre 2004 | 30 mars 2005      |                        |                 | 5                   |   |   |
| Fuite de Sasuke      | 5                     | 13 octobre 2004 | 30 mars 2005      |                        |                 | 5                   |   |   |
|                      | 5                     | 13 octobre 2004 | 30 mars 2005      | Quatuor du Son         |                 | 5                   |   |   |
|                      | 5                     | 13 octobre 2004 | 30 mars 2005      |                        |                 | 5                   |   |   |
|                      | 5                     | 13 octobre 2004 | 30 mars 2005      |                        |                 | 5                   |   |   |
|                      | 5                     | 13 octobre 2004 | 30 mars 2005      |                        |                 | 5                   |   |   |
|                      | 5                     | 13 octobre 2004 | 30 mars 2005      |                        |                 | 5                   |   |   |
|                      | 5                     | 13 octobre 2004 | 30 mars 2005      |                        |                 | 5                   |   |   |
|                      | 5                     | 13 octobre 2004 | 30 mars 2005      |                        |                 | 5                   |   |   |
|                      | 5                     | 13 octobre 2004 | 30 mars 2005      |                        |                 | 5                   |   |   |
|                      | 5                     | 13 octobre 2004 | 30 mars 2005      |                        |                 | 5                   |   |   |
|                      | 5                     | 13 octobre 2004 | 30 mars 2005      |                        |                 | 5                   |   |   |
|                      | 5                     | 13 octobre 2004 | 30 mars 2005      |                        |                 | 5                   |   |   |
|                      | 5                     | 13 octobre 2004 | 30 mars 2005      |                        |                 | 5                   |   |   |
|                      | 5                     | 13 octobre 2004 | 30 mars 2005      | Quintet du Son         |                 | 5                   |   |   |
|                      | 5                     | 13 octobre 2004 | 30 mars 2005      |                        |                 | 5                   |   |   |
|                      | 5                     | 13 octobre 2004 | 30 mars 2005      |                        |                 | 5                   |   |   |
|                      | 5                     | 13 octobre 2004 | 30 mars 2005      |                        |                 | 5                   |   |   |
|                      | 5                     | 13 octobre 2004 | 30 mars 2005      |                        |                 | 5                   |   |   |
|                      | 5                     | 13 octobre 2004 | 30 mars 2005      |                        |                 | 5                   |   |   |
|                      | 5                     | 13 octobre 2004 | 30 mars 2005      |                        |                 | 5                   |   |   |
|                      | 5                     | 13 octobre 2004 | 30 mars 2005      |                        |                 | 5                   |   |   |
|                      | 5                     | 13 octobre 2004 | 30 mars 2005      |                        |                 | 5                   |   |   |
|                      | 6                     | 6 avril 2005    | 28 septembre 2005 |                        | Uchiwa          | 6                   |   |   |
|                      | 6                     | 6 avril 2005    | 28 septembre 2005 |                        | Uchiwa          | 6                   |   |   |
|                      | 6                     | 6 avril 2005    | 28 septembre 2005 |                        | Uchiwa          | 6                   |   |   |
|                      | 6                     | 6 avril 2005    | 28 septembre 2005 | Naruto VS Sasuke       |                 | 6                   |   |   |
|                      | 6                     | 6 avril 2005    | 28 septembre 2005 |                        |                 | 6                   |   |   |
|                      | 6                     | 6 avril 2005    | 28 septembre 2005 |                        |                 | 6                   |   |   |
|                      | 6                     | 6 avril 2005    | 28 septembre 2005 |                        |                 | 6                   |   |   |
| Arcs fillers         | 6                     | 6 avril 2005    | 28 septembre 2005 |                        | Clan Fuma       | 6                   |   |   |
| Arcs fillers         | 6                     | 6 avril 2005    | 28 septembre 2005 |                        | Clan Fuma       | 6                   |   |   |
| Arcs fillers         | 6                     | 6 avril 2005    | 28 septembre 2005 |                        | Clan Fuma       | 6                   |   |   |
| Arcs fillers         | 6                     | 6 avril 2005    | 28 septembre 2005 |                        | Clan Fuma       | 6                   |   |   |
| Arcs fillers         | 6                     | 6 avril 2005    | 28 septembre 2005 |                        | Clan Fuma       | 6                   |   |   |
| Arcs fillers         | 6                     | 6 avril 2005    | 28 septembre 2005 |                        | Clan Fuma       | 6                   |   |   |
| Arcs fillers         | 6                     | 6 avril 2005    | 28 septembre 2005 | Retour de Mizuki       |                 | 6                   |   |   |
| Arcs fillers         | 6                     | 6 avril 2005    | 28 septembre 2005 |                        |                 | 6                   |   |   |
| Arcs fillers         | 6                     | 6 avril 2005    | 28 septembre 2005 |                        |                 | 6                   |   |   |
| Arcs fillers         | 6                     | 6 avril 2005    | 28 septembre 2005 |                        |                 | 6                   |   |   |
| Arcs fillers         | 6                     | 6 avril 2005    | 28 septembre 2005 |                        |                 | 6                   |   |   |
| Arcs fillers         | 6                     | 6 avril 2005    | 28 septembre 2005 |                        |                 | 6                   |   |   |
| Arcs fillers         | 6                     | 6 avril 2005    | 28 septembre 2005 | Les insectes flaireurs |                 | 6                   |   |   |
| Arcs fillers         | 6                     | 6 avril 2005    | 28 septembre 2005 |                        |                 | 6                   |   |   |
| Arcs fillers         | 6                     | 6 avril 2005    | 28 septembre 2005 |                        |                 | 6                   |   |   |
| Arcs fillers         | 6                     | 6 avril 2005    | 28 septembre 2005 |                        |                 | 6                   |   |   |
| Arcs fillers         | 6                     | 6 avril 2005    | 28 septembre 2005 | Raïga                  |                 | 6                   |   |   |
| Arcs fillers         | 6                     | 6 avril 2005    | 28 septembre 2005 |                        |                 | 6                   |   |   |
| Arcs fillers         |                       | 7               | 5 octobre 2005    | 29 mars 2006           |                 | 7                   |   |   |
| Arcs fillers         |                       | 7               | 5 octobre 2005    | 29 mars 2006           |                 | 7                   |   |   |
| Arcs fillers         |                       | 7               | 5 octobre 2005    | 29 mars 2006           |                 | 7                   |   |   |
| Arcs fillers         |                       | 7               | 5 octobre 2005    | 29 mars 2006           |                 | 7                   |   |   |
| Arcs fillers         |                       | 7               | 5 octobre 2005    | 29 mars 2006           |                 | 7                   |   |   |
| Arcs fillers         |                       | 7               | 5 octobre 2005    | 29 mars 2006           |                 | 7                   |   |   |
| Arcs fillers         |                       | 7               | 5 octobre 2005    | 29 mars 2006           |                 | 7                   |   |   |
| Arcs fillers         |                       | 7               | 5 octobre 2005    | 29 mars 2006           |                 | 7                   |   |   |
| Arcs fillers         | Pays des Oiseaux      | 7               | 5 octobre 2005    | 29 mars 2006           |                 | 7                   |   |   |
| Arcs fillers         |                       | 7               | 5 octobre 2005    | 29 mars 2006           |                 | 7                   |   |   |
| Arcs fillers         |                       | 7               | 5 octobre 2005    | 29 mars 2006           |                 | 7                   |   |   |
| Arcs fillers         |                       | 7               | 5 octobre 2005    | 29 mars 2006           |                 | 7                   |   |   |
| Arcs fillers         |                       | 7               | 5 octobre 2005    | 29 mars 2006           |                 | 7                   |   |   |
| Arcs fillers         |                       | 7               | 5 octobre 2005    | 29 mars 2006           |                 | 7                   |   |   |
| Arcs fillers         |                       | 7               | 5 octobre 2005    | 29 mars 2006           |                 | 7                   |   |   |
| Arcs fillers         | Pays de la Mer        | 7               | 5 octobre 2005    | 29 mars 2006           |                 | 7                   |   |   |
| Arcs fillers         |                       | 7               | 5 octobre 2005    | 29 mars 2006           |                 | 7                   |   |   |
| Arcs fillers         |                       | 7               | 5 octobre 2005    | 29 mars 2006           |                 | 7                   |   |   |
| Arcs fillers         |                       | 7               | 5 octobre 2005    | 29 mars 2006           |                 | 7                   |   |   |
| Arcs fillers         |                       | 7               | 5 octobre 2005    | 29 mars 2006           |                 | 7                   |   |   |
| Arcs fillers         |                       | 7               | 5 octobre 2005    | 29 mars 2006           |                 | 7                   |   |   |
| Arcs fillers         |                       | 7               | 5 octobre 2005    | 29 mars 2006           |                 | 7                   |   |   |
| Arcs fillers         |                       | 7               | 5 octobre 2005    | 29 mars 2006           |                 | 7                   |   |   |
| Arcs fillers         |                       | 7               | 5 octobre 2005    | 29 mars 2006           |                 | 7                   |   |   |
| Arcs fillers         | Village de l'Étoile   | 7               | 5 octobre 2005    | 29 mars 2006           |                 | 7                   |   |   |
| Arcs fillers         |                       | 8               | 5 avril 2006      | 27 septembre 2006      |                 | 8                   |   |   |
| Arcs fillers         |                       | 8               | 5 avril 2006      | 27 septembre 2006      |                 | 8                   |   |   |
| Arcs fillers         |                       | 8               | 5 avril 2006      | 27 septembre 2006      |                 | 8                   |   |   |
| Arcs fillers         |                       | 8               | 5 avril 2006      | 27 septembre 2006      |                 | 8                   |   |   |
| Arcs fillers         |                       | 8               | 5 avril 2006      | 27 septembre 2006      |                 | 8                   |   |   |
| Arcs fillers         |                       | 8               | 5 avril 2006      | 27 septembre 2006      |                 | 8                   |   |   |
| Arcs fillers         |                       | 8               | 5 avril 2006      | 27 septembre 2006      |                 | 8                   |   |   |
| Arcs fillers         |                       | 8               | 5 avril 2006      | 27 septembre 2006      |                 | 8                   |   |   |
| Arcs fillers         | Pays de Na            | 8               | 5 avril 2006      | 27 septembre 2006      |                 | 8                   |   |   |
| Arcs fillers         |                       | 8               | 5 avril 2006      | 27 septembre 2006      |                 | 8                   |   |   |
| Arcs fillers         |                       | 8               | 5 avril 2006      | 27 septembre 2006      |                 | 8                   |   |   |
| Arcs fillers         |                       | 8               | 5 avril 2006      | 27 septembre 2006      |                 | 8                   |   |   |
| Arcs fillers         |                       | 8               | 5 avril 2006      | 27 septembre 2006      |                 | 8                   |   |   |
| Arcs fillers         |                       | 8               | 5 avril 2006      | 27 septembre 2006      |                 | 8                   |   |   |
| Arcs fillers         |                       | 8               | 5 avril 2006      | 27 septembre 2006      |                 | 8                   |   |   |
| Arcs fillers         |                       | 8               | 5 avril 2006      | 27 septembre 2006      |                 | 8                   |   |   |
| Arcs fillers         |                       | 8               | 5 avril 2006      | 27 septembre 2006      |                 | 8                   |   |   |
| Arcs fillers         |                       | 8               | 5 avril 2006      | 27 septembre 2006      |                 | 8                   |   |   |
| Arcs fillers         | Destruction de Konoha | 8               | 5 avril 2006      | 27 septembre 2006      |                 | 8                   |   |   |
| Arcs fillers         |                       | 8               | 5 avril 2006      | 27 septembre 2006      |                 | 8                   |   |   |
| Arcs fillers         |                       | 8               | 5 avril 2006      | 27 septembre 2006      |                 | 8                   |   |   |
| Arcs fillers         |                       | 8               | 5 avril 2006      | 27 septembre 2006      |                 | 8                   |   |   |
| Arcs fillers         |                       | 8               | 5 avril 2006      | 27 septembre 2006      |                 | 8                   |   |   |
| Arcs fillers         |                       | 8               | 5 avril 2006      | 27 septembre 2006      |                 | 8                   |   |   |
| Arcs fillers         |                       | 9               | 5 octobre 2006    | 8 février 2007         |                 | Décision de Kurenaï | 9 |   |
| Arcs fillers         |                       | 9               | 5 octobre 2006    | 8 février 2007         |                 | Décision de Kurenaï | 9 |   |
| Arcs fillers         |                       | 9               | 5 octobre 2006    | 8 février 2007         |                 | Décision de Kurenaï | 9 |   |
| Arcs fillers         |                       | 9               | 5 octobre 2006    | 8 février 2007         |                 | Décision de Kurenaï | 9 |   |
| Arcs fillers         |                       | 9               | 5 octobre 2006    | 8 février 2007         |                 | Décision de Kurenaï | 9 |   |
| Arcs fillers         |                       | 9               | 5 octobre 2006    | 8 février 2007         |                 |                     | 9 |   |
| Arcs fillers         | Shinobazu             | 9               | 5 octobre 2006    | 8 février 2007         |                 |                     | 9 |   |
| Arcs fillers         |                       | 9               | 5 octobre 2006    | 8 février 2007         |                 |                     | 9 |   |
| Arcs fillers         |                       | 9               | 5 octobre 2006    | 8 février 2007         |                 |                     | 9 |   |
| Arcs fillers         |                       | 9               | 5 octobre 2006    | 8 février 2007         |                 |                     | 9 |   |
| Arcs fillers         | Menma                 | 9               | 5 octobre 2006    | 8 février 2007         |                 |                     | 9 |   |
| Arcs fillers         |                       | 9               | 5 octobre 2006    | 8 février 2007         |                 |                     | 9 |   |
| Arcs fillers         |                       | 9               | 5 octobre 2006    | 8 février 2007         |                 |                     | 9 |   |
| Arcs fillers         | Village des Artisans  | 9               | 5 octobre 2006    | 8 février 2007         |                 |                     | 9 |   |
| Arcs fillers         |                       | 9               | 5 octobre 2006    | 8 février 2007         |                 |                     | 9 |   |
| Arcs fillers         |                       | 9               | 5 octobre 2006    | 8 février 2007         |                 |                     | 9 |   |
| Arcs fillers         |                       | 9               | 5 octobre 2006    | 8 février 2007         |                 |                     | 9 |   |
| Arcs fillers         |                       | 9               | 5 octobre 2006    | 8 février 2007         |                 |                     | 9 |   |
| #                    | #                     | Début           | Fin               | Arcs                   | Arcs            | Arcs                | # | # |

|  | Épisodes adaptés (sans couleur d'arrière-plan) |

|  |  |  |  |  | Épisodes filler (hors manga) |

Légende : Les épisodes fillers (épisodes hors manga exclusifs à l'animé) sont surlignés en couleur.
Information : La série contient 96 épisodes fillers contre 124 épisodes tirés du manga.

## Saison 1
La saison 1 est diffusé sur TV Tokyo entre le 3 octobre 2002 et le 27 mars 2003.
La version française est diffusée sur Game One entre le 2 janvier 2006 et le 2 février 2006.
Le générique d'ouverture, intitulé ROCKS (prononcez Rocks), est interprété par le groupe de rock japonais Hound Dog. Le générique commence par un lever de soleil avec dans le champ, vue de dos, trois des quatre personnages principaux. Un gros plan sur le visage de Naruto disant « Come on ! » est suivi immédiatement du titre. Vient ensuite la présentation des personnages et de leurs attitudes sur les toits de Konoha d'abord puis au sein d'une forêt. Une série de combats commence alors contre ce qui semble être des brigands avant qu'un coucher de soleil ne conclut le générique.
Le générique de fermeture, intitulé Wind, est interprété par le chanteur J-Folk Akeboshi. Le générique a la particularité de présenter une animation très limitée, composée principalement soit de positions-clés, les positions intermédiaires étant volontairement omises, soit de plans fixes. Les teintes sont tournées vers le jaune si l'on ne compte pas le papillon. Il débute sur une silhouette de papillon volant dans le soleil avant de proposer plusieurs plans d'objets typiques aux jeunes garçons japonais avant de s'attarder sur une palissade sur laquelle est projeté l'ombre de Naruto enfant et des queues de Kyûbi. Une séquence montre les camarades de classe de Naruto tournant le dos à celui-ci. Naruto essaye alors d'attraper le papillon ; alors qu'il le poursuit, Naruto chute et, désespéré, reste au sol. La caméra suit alors le papillon pendant que les couleurs reviennent. Naruto, plus grand, est toujours au sol, mais il se redresse entouré de Sakura et Sasuke.
| No | Titre français                             | Titre japonais                       | Titre japonais                                    | Date de 1re diffusion |
| No | Titre français                             | Kanji                                | Rōmaji                                            | Date de 1re diffusion |
| --- | ------------------------------------------ | ------------------------------------ | ------------------------------------------------- | --------------------- |
| 1 | Et voici Naruto Uzumaki                    | 参上！うずまきナルト                 | Sanjō! Uzumaki Naruto!                            | 3 octobre 2002        |
| [Chapitre 1] - Naruto est un jeune orphelin du village de Konoha. Possédant en lui le démon renard Kyûbi qui a ravagé le village au moment de sa naissance et a été scellé en lui, il est rejeté par les autres villageois, et fait de nombreuses frasques pour tenter de se faire remarquer. Il étudie les arts ninjas à l’académie du village, mais est le seul élève qui ne parvient pas à obtenir le grade de genin. Un de ses professeurs, Mizuki décide alors de profiter de son ressentiment pour lui faire voler le rouleau des techniques interdites conservé dans le bureau du chef du village, le Hokage. Parti seul dans la forêt, il parvient à apprendre la première technique du rouleau, le « Multi clonage ». Son autre professeur, Iruka le retrouve, mais ils sont attaqués par Mizuki. Mizuki dévoile à Naruto qu’il est possédé par le démon renard et que c'est pour ça qu’il est rejeté, mais lorsque Naruto comprend qu’Iruka ne le rejette pas et reconnaît sa valeur, il défait Mizuki avec sa nouvelle technique et reçoit son bandeau frontal, signe qu’il est un ninja à part entière. |                                            |                                      |                                                   |                       |
| 2 | Je m'appelle Konohamaru                    | 木ノ葉丸だ コレ！                    | Konohamaru da kore!                               | 10 octobre 2002       |
| [Chapitre 2] - Konoha-Maru, petit-fils du 3e Hokage, exprime son désir d’être reconnu indépendamment de son grand-père et décide de suivre Naruto, qui est le seul à avoir osé lui donner une taloche en réponse à ses caprices, au grand désarroi de son professeur particulier Ebisu ; lorsque celui-ci les retrouve, Naruto est en train d’apprendre à Konohamaru la technique avec laquelle il a assommé le Hokage, le « Sexy-Méta » consistant à se transformer en une jeune fille nue et affriolante. Alors qu’Ebisu le défie, Naruto tente d’utiliser le « Multi clonage supra » qui lui a permis de vaincre Mizuki, mais le professeur n’est pas impressionné. Naruto transforme alors tous ses clones en jeunes filles nues, inventant la « Technique du Harem », qui met Ebisu hors de combat. |                                            |                                      |                                                   |                       |
| 3 | Sasuke et Sakura : Amis ou Ennemis ?       | 宿敵!?サスケとサクラ                 | Shukuteki!? Sasuke to Sakura                      | 17 octobre 2002       |
| [Chapitre 3] - Lors de sa première journée en tant que genin, Naruto est mis dans l’équipe no 7 avec Sasuke, le petit génie de la promotion, et Sakura, une fille dont il est amoureux, mais qui le méprise et n’a d’yeux que pour Sasuke. Naruto attaque alors ce dernier par surprise pour le neutraliser, et se transforme en lui pour tenter de séduire Sakura et savoir ce qu’elle pense de lui, mais il est gêné par le lait périmé qu’il a consommé le matin même et doit s’éclipser rapidement. Sasuke se libère et part à la recherche de Naruto ; il rencontre Sakura qui tente de le séduire à son tour, critiquant le comportement de Naruto qu’elle met sur le compte du fait qu’il est orphelin, mais il la rejette brutalement, ayant lui aussi perdu ses parents. Déprimée, Sakura pense à Naruto qui doit ressentir la même chose qu’elle, et décide d’être plus gentille avec lui à l’avenir. |                                            |                                      |                                                   |                       |
| 4 | L'Épreuve de survie                        | 試練！サバイバル演習                 | Shiren! Sabaibaru enshū                           | 24 octobre 2002       |
| [Chapitres 4-6] - L’équipe no 7 est prise en charge par Kakashi, un jōnin ; il se présente et leur demande de faire de même. Le lendemain, il leur fait passer une épreuve de survie où ils doivent récupérer deux clochettes qu’il porte ; celui qui échouera au test sera renvoyé à l’académie. Ils commencent le test, Sasuke et Sakura partent se cacher pour se mettre en observation, mais Naruto reste face à Kakashi et tente plusieurs attaques de front qui échouent. |                                            |                                      |                                                   |                       |
| 5 | Recalés ?                                  | 失格？カカシの結論                   | Shikkaku? Kakashi no Keturon                      | 31 octobre 2002       |
| [Chapitres 6-8] - L’épreuve de survie continue ; Sakura est mise hors de combat par Kakashi avec une illusion, et ce dernier engage un face à face contre Sasuke, qu’il met hors de combat ; pendant ce temps, Naruto découvre où est caché le repas de midi et s’apprête à manger, mais il est découvert par Kakashi et attaché à un poteau. Le jōnin demande aux deux autres de manger pour prendre des forces avant de reprendre le test ; il les sermonne durement en leur disant qu’ils n’ont rien compris au test et devraient abandonner l’idée d’être des ninjas, avant de leur révéler que seul le travail d’équipe est payant dans cette épreuve, et part en leur interdisant de donner de la nourriture à Naruto. Lorsqu’il est hors de vue, Sasuke et Sakura aident Naruto à manger pour qu’il soit d’attaque lors de leur prochaine tentative ; Kakashi surgit alors en leur disant qu’ils ont réussi le test, car prendre soin de ses camarades est, selon lui, prioritaire aux règles. |                                            |                                      |                                                   |                       |
| 6 | Au pays des vagues                         | 重要任務！波の国へ超出発！           | Jūyō ninmu! Nami no Kuni e chō-shuppatsu!         | 7 novembre 2002       |
| [Chapitres 9-11] - Après une série d'ennuyeuses missions de rang D, l'équipe n°7 est finalement chargée d'escorter Tazuna, un constricteur de pont. Alors qu'ils se dirigent vers le Pays de Vagues, les deux frères démons de Kiri, Gôzu et Meizu, les attaquent, mais sont neutralisés par Kakashi. Le jōnin découvre que la mission de protection du charpentier est en réalité de catégorie B, ce qui est d'un niveau trop élevé pour ses élèves. Ayant pris peur pendant l'attaque et empoisonné par les ennemis, Naruto se poignarde la main pour neutraliser le poison, se jurant de ne plus fuir et de ne plus avoir peur. |                                            |                                      |                                                   |                       |
| 7 | L'Assassin dans la brume                   | 霧の暗殺者！                         | Kiri no ansatsusha!                               | 14 novembre 2002      |
| [Chapitres 11-12] - Tazuna décide finalement de tout raconter à l'équipe 7, sur les raisons pour lesquelles il est pourchassé : Gâto, un multi-millionnaire qui dirige une société de transports maritimes, mais s'en sert pour employer des criminels et des ninjas expérimentés, veut l'éliminer, car il travaille sur un pont qui relie le pays des Vagues au pays du Feu, ce qui est une gêne pour son trafic de drogues. Un an auparavant, cet homme a corrompu les dirigeants des petites îles en leur faisant du chantage et en les appauvrissant. Le charpentier et les quatre ninjas sont ensuite attaqués par Zabuza, un déserteur du village de Kiri, venu tuer le vieil homme. Mais Kakashi décide de l'affronter seul... Note : Cet épisode débute l'arc du pays des vagues. |                                            |                                      |                                                   |                       |
| 8 | La Promesse du sang                        | 痛みに誓う決意                       | Itami ni chikau ketsui                            | 21 novembre 2002      |
| [Chapitres 13-14] - Le combat entre Kakashi et Zabuza se poursuit, mais le second neutralise le premier avec la technique de la Prison Aqueuse. Il crée ensuite un clone pour combattre les élèves de ce dernier. Sasuke est facilement neutralisé, et Naruto tremble de peur devant lui. S'étant fait une promesse auparavant, il attaque le déserteur pour récupérer son bandeau, puis échafaude un plan avec son rival pour libérer leur maître. |                                            |                                      |                                                   |                       |
| 9 | Kakashi, le ninja copieur                  | 写輪眼のカカシ                       | Sharingan no Kakashi                              | 28 novembre 2002      |
| [Chapitres 15-16] - Grâce au plan de Naruto, Kakashi est libéré de la technique de Zabuza. Avec son Sharingan, le jōnin imite sans difficulté les mouvements et gestes de son adversaire, puis lui lance la technique de la Grande Caracte, que le ninja de Kiri allait utiliser sur lui. Celui-ci est ensuite neutralisé par Haku, un chasseur de déserteurs, qui emporte son corps avec lui. Épuisé par son combat, Kakashi perd connaissance. |                                            |                                      |                                                   |                       |
| 10 | Le Chakra                                  | チャクラの森                         | Chakra no mori                                    | 5 décembre 2002       |
| [Chapitres 17-18] - En plein repos après son combat contre Zabuza, Kakashi soupçonne son ennemi d'être toujours vivant, et le chasseur de déserteurs son complice. Son équipe et lui font connaissance avec Tsunami, la fille du charpentier, et son petit-fils Inari. Il entraîne ensuite ses élèves, afin de les préparer à un éventuel nouvel affrontement avec les deux ennemis, en leur apprenant à contrôler leur chakra. |                                            |                                      |                                                   |                       |
| 11 | Il était une fois un héros                 | 英雄のいた国                         | Eiyū no ita kuni                                  | 12 décembre 2002      |
| [Chapitres 19-20] - Pendant que Naruto et Sasuke continuent de s'entraîner à la maîtrise de leur chakra, Sakura est chargée par Kakashi de protéger Tazuna. En plein chantier, son vieil ami Gichi renonce à la construction du pont. En accompagnant le charpentier au centre-ville, la kunoichi s'aperçoit d'elle-même de la pauvreté et la misère, dans lesquelles vivent les habitants du Pays des Vagues depuis l'arrivée de Gâto. P;us tard, le vieil homme raconte aux quatre ninjas de Konoha l'histoire de Kaiza, le père adoptif d'Inari, son gendre et le mari de sa fille, mort en voulant se rebeller contre le multi-millionnaire et ses hommes. |                                            |                                      |                                                   |                       |
| 12 | Bataille sur le pont ! Le Retour de Zabuza | 橋上決戦！ザブザ再び!!               | Kyōjō kessen! Zabuza futatabi!!                   | 19 décembre 2002      |
| [Chapitres 21-22] - Depuis qu'il a entendu l'histoire de Kaiza, Naruto s'entraîne durement afin de prouver quelque chose à Inari. En forêt, il fait la rencontre d'Haku, qu'il prend pour une fille, mais s'avère être un garçon. Plus tard, il montre les progrès faits à Kakashi et Sakura, en grimpant aussi haut sur un arbre. Plus tard, il se dispute avec le petit garçon, mais le jōnin réconforte ce dernier. Le lendemain, ses élèves et lui se rendent sur le pont pour la confrontation avec Haku et Zabuza, sans Naruto. |                                            |                                      |                                                   |                       |
| 13 | Les Miroirs de glace de Haku               | 白の秘術・魔鏡氷晶                   | Haku no hijutsu - Makyō Hyōshō                    | 26 décembre 2002      |
| [Chapitres 23-24] - Sur le pont, Sasuke prend l'avantage sur Haku, mais ce dernier dévoile son arme secrète : les Démoniaques Miroirs de Glace, emprisonnant son adversaire et reprenant le dessus sur lui. Pendant ce temps, deux hommes de Gâto capturent Tsunami, la mère d'Inari. Repensant aux paroles de Naruto, le jeune garçon reprend courage et essaie de sauver sa mère, mais ils sont tous deux sauvés par Naruto, qui se dirigeait vers le pont pour rejoindre ses compagnons, mais a rebroussé chemin en trouvant le cadavre d'un sanglier, ainsi que des entailles faits à des arbres. Le jeune ninja neutralise les deux épéistes de Gâto et fait une entrée fracassante sur le pont. |                                            |                                      |                                                   |                       |
| 14 | Imprévisible Naruto !                      | 意外性Ｎｏ．１、ナルト参戦！         | Igaisei nanbā wan, Naruto sansen!                 | 9 janvier 2003        |
| [Chapitres 25-26] - Naruto rejoint finalement ses compagnons sur le champ de bataille. Zabuza l'attaque en lui lançant des shurikens, mais Haku le sauve. Au lieu de porter secours à Sasuke, il se retrouve coincé avec lui entre les miroirs de glace du jeune chasseur de déserteurs. |                                            |                                      |                                                   |                       |
| 15 | Bataille dans la brume                     | 視界ゼロの戦い・写輪眼崩し           | Shikai zero no tatakai - Sharingan kuzushi        | 16 janvier 2003       |
| [Chapitres 25-26] - Coincés entre les miroirs de glace de leur adversaire, Naruto et Sasuke échafaudent des stratégies pour essayer de s'échapper, mais leurs tentatives ne font que gaspiller leur chakra. Mais à mesure que le combat avance, le jeune Uchiwa réussit à toucher une infime partie des habits d'Haku avec son Katon. De son côté, Kakashi commence à affronter Zabuza. Alors que celui-ci allait tuer Tazuna, il s'interpose et subit l'attaque de son adversaire. |                                            |                                      |                                                   |                       |
| 16 | Le Sceau brisé                             | 解放された封印                       | Kaihō sareta fūin                                 | 23 janvier 2003       |
| [Chapitres 26-27] - Naruto ayant épuisé tout son chakra à force d'avoir trop utilisé le Multi-Clonage, Sasuke est seul face à son adversaire. Durant le combat, il parvient à éveiller son Sharingan. Touché par les aiguilles du chasseur de déserteurs en protégeant son équipier, il s'effondre d'épuisement et perd connaissance, sous les yeux de Naruto. Le croyant «mort», ce dernier réveille le chakra de Kyûbi. |                                            |                                      |                                                   |                       |
| 17 | Le Passé oublié                            | 白い過去・秘めた想い                 | Shiroi Kako - Himeta omoi                         | 30 janvier 2003       |
| [Chapitres 28-30] - Après avoir vu Sasuke «mourir» sous ses yeux, Naruto brise le sceau du chakra de Kyûbi, et attaque Haku, en utilisant une infime partie de la puissance de son démon. Mais il finit par retrouver ses esprits, et a une longue discussion avec le chasseur de déserteurs. Pendant ce temps, Kakashi prend petit-à-petit le dessus sur Zabuza pendant leur combat. |                                            |                                      |                                                   |                       |
| 18 | Un ninja, une arme                         | 忍という名の道具                     | Shinobi to iu na no dōgu                          | 6 février 2003        |
| [Chapitres 31-32] - Alors que Kakashi allait achever Zabuza avec son «Raikiri», Haku s'interpose, prend le coup à la place de son mentor et meurt, se sacrifiant pour lui. Sakura, accompagnée de Tazuna, découvre le corps inanimé de Sasuke et pleure à chaudes larmes. Kakashi réussit à neutraliser les deux bras de Zabuza, l'empêchant ainsi de pratiquer toute technique ninja. Mais à la grande surprise de tout le monde, Gato débarque sur le pont, accompagné de quelques mercenaires... |                                            |                                      |                                                   |                       |
| 19 | La neige recouvre Zabuza                   | ザブザ雪に散る…                      | Zabuza yuki ni chiru...                           | 13 février 2003       |
| [Chapitres 32-33] - Gâto et ses hommes font une apparition surprise sur le champ de bataille, sous les yeux ébahis de Zabuza. Celui-ci apprend au nnja déserteur de Kiri, qu'il ne fait désormais plus partie de sa troupe. En voyant Haku mort, le multi-millionnaire lui porte un coup de pied au visage, pour se venger du fait que ce dernier lui avait cassé le bras. Naruto sermonne Zabuza qui traite Haku comme un pion, en lui révélant que le jeune garçon ne vivait que pour lui, car il était sa raison de vivre, et en lui rappelant tout ce que Haku a fait et sacrifié pour lui. Zabuza fond en larmes, puis venge son protégé en attaquant les hommes de main de Gâto. Après l'avoir poignardé, il se fait, à son tour, transpercer le corps par plusieurs épées. Il élimine le multi-millionnaire, mais perd connaissance, à cause de ses profondes blessures. Sasuke reprend conscience, mais les hommes de Gâto comptent venger leur patron, jusqu'à l'arrivée d'Inari et des charpentiers travaillant avec Tazuna, mais Naruto et Kakashi réussissent à les faire fuir. Kakashi dépose Zabuza auprès d'Haku et meurt à ses côtés. Les deux ninjas de Kiri sont enterrés côte à côte, puis Naruto et ses camarades rentrent au village, ayant réussi leur mission. Note : Cet épisode clôt l'arc du pays des vagues. |                                            |                                      |                                                   |                       |
| 20 | L'Examen des chûnin                        | 新章突入！中忍試験だってばよ         | Shinshō totsunyū! Chūnin Shiken dattebayo         | 20 février 2003       |
| [Chapitre 34] - De retour à Konoha, l'équipe 7 enchaîne des missions de rang D, mais la tension règne toujours dans l'équipe, à cause de la rivalité entre Naruto et Sasuke, et Sakura qui protège toujours le second. À la suite d'une mésaventure entre Naruto et Sakura, causée par Konohamaru et ses amis, ils font la rencontre de Gaara, Kankurô et Temari, trois ninjas de Suna. Plus tard, le 3e Hokage annonce officiellement à ses subordonnés, que l'examen de sélection des chūnin va bientôt commencer. Note : Cet épisode débute l'arc de transition entre le pays des vagues et l'examen chūnin. |                                            |                                      |                                                   |                       |
| 21 | De mystérieux et puissants adversaires !   | 名乗れ！現れた強敵たち!!             | Nanore! Arawareta kyōteki tara!!                  | 27 février 2003       |
| [Chapitres 35-36] - Au cours de la réunion entre le 3e Hokage et les jõnin, Asuma, Kakashi et Kurenai recommandent leurs élèves pour passer l'examen des chūnin. Après avoir écouté Iruka, le chef du village décide de faire passer un test préliminaire aux aspirants ninja en question. Rejointe par leur mentor, l'équipe 7 est informée par celui-ci de leur recommandation pour l'examen. Plus tard, les neuf Genin réussissent le test avec succès. Le lendemain, l'équipe 7 déjoue l'illusion lancée par Izumo et Kôtetsu, qui ont repoussé Rock Lee et Tenten, voulant entrer dans une salle d'examen. |                                            |                                      |                                                   |                       |
| 22 | Sasuke contre Lee                          | 気合い120％ ナウでロックな挑戦状！   | Kiai hyaku-nijū pāsento Nau de rokku na chōsenjō! | 6 mars 2003           |
| [Chapitres 37-38] - Rock Lee défie Sasuke dans un combat singulier, avant le début de l'examen des chūnin. Ne maîtrisant que le Taijutsu, il bat sans difficulté son adversaire, malgré l'utilisation du Sharingan par ce dernier. Alors qu'il allait utiliser une technique interdite, il est empêché par Ningame, la tortue, d'invocation de son maître, Gaï Maito. |                                            |                                      |                                                   |                       |
| 23 | Les Rivaux !                               | 蹴散らせライバル！新人9人全員集合    | Kechirase raibaru! rūkī nainu zenin shūgō         | 13 mars 2003          |
| [Chapitres 39-41] - Tous les genin de Konoha sont rassemblés dans un test préliminaire pour déterminer qui va continuer l'examen chūnin. Note : Cet épisode clôt l'arc de transition. |                                            |                                      |                                                   |                       |
| 24 | La Première Épreuve                        | いきなり失格？超難関の第一試験       | Ikinari shikkaku? Chō-nankan no daiichi shiken    | 20 mars 2003          |
| [Chapitres 40-42] - Tous les genin se rencontrent et commencent un test écrit, qui est la première épreuve de l'examen des chūnin. Note : Cet épisode débute l'arc majeur de l'examen chūnin et l'arc mineur de la première épreuve. |                                            |                                      |                                                   |                       |
| 25 | La Dixième Question                        | 出たとこ勝負！踏ん張りどころの10問目 | Deta-toko shōbu! funbari dokoro no jū monme       | 27 mars 2003          |
| [Chapitres 43-44] - Les genin essaient de récupérer les réponses aux questions, et s'inquiètent de la 10e question, éliminatoire. Note : Cet épisode clôt l'arc mineur de la première épreuve. |                                            |                                      |                                                   |                       |

## Saison 2
Diffusé sur TV Tokyo entre le 2 avril 2003 et le 8 octobre 2003.
Diffusée en France sur Game One entre le 3 février 2006 et le 14 mars 2006.
Le générique d'ouverture, intitulé Haruka Kanata (遥か彼方, Très loin), est interprété par le groupe de rock japonais Asian Kung-Fu Generation.
Le générique débute de la même façon que le précédent, à savoir sur un lever de soleil, mais de manière un peu plus dynamique, la caméra passant d'un personnage à l'autre rapidement. Après le titre vient une présentation des quatre personnages principaux, individuellement d'abord sur des fonds de couleurs, puis en équipe. s'ensuit la présentation successive des autres équipes majeures de l'examen chunin (l'équipe de Gai, l'équipe d'Asuma, l'équipe de Kurenai), un plan de Kabuto et une présentation des jōnin et chunin de Konoha. La présentation passe alors à l'équipe de Suna avant de se centraliser sur Gaara, les yeux d'Orochimaru passant furtivement au-dessus de Sasuke lors de son attaque.
Les équipes de trois sont alors représentées par un mouvement circulaire de la caméra autour de chacune d'entre elles, la position des personnages correspondant d'un plan à l'autre. Des combats ou des présentations des capacités de chacun sont mis en avant alors que le générique se tourne vers Orochimaru et la marque de Sasuke. Le générique se termine par un scrolling arrière dévoilant tous les genin rassemblés dans la salle de l'examen intermédiaire.
Ce générique se poursuit sur les deux premiers épisodes de la saison suivante.
Le générique de fermeture, intitulé Harmonia, est interprété par le groupe de J-Pop Rythem.
Le générique, commençant par nous montrer une photo des genin de Konoha vue de dos, montre Sakura et Ino, représentées de manière stylisée, chantant et dansant sur un fond à carreaux rose pendant que défile dans une « fenêtre » au centre un ciel bleu dévoilant une photo de Sasuke. S'ensuit un plan où les photos de tous les personnages tombent en tournoyant sur un fond bleu. Le générique revient sur le plan précédent (avec toutefois quelques différence comme un fond jaune et une forêt dans la fenêtre), se termine avec la fenêtre centrale montrant Shikamaru et Naruto sur les bords et Sasuke au centre. Naruto se retourne, décevant Sakura et Ino qui espéraient voir se retourner Sasuke.
| No | Titre français                                    | Titre japonais                                     | Titre japonais                                                              | Date de 1re diffusion |
| No | Titre français                                    | Kanji                                              | Rōmaji                                                                      | Date de 1re diffusion |
| --- | ------------------------------------------------- | -------------------------------------------------- | --------------------------------------------------------------------------- | --------------------- |
| 26 | Le Journal de l'école de Konoha                   | 絶対必見！死の森直前ルポ！木ノ葉の学級新聞だコレ！ | Zettai hikken! Shi no Mori chokusen rupo! Konoha no gakkyū shinbun da kore! | 2 avril 2003          |
| Konohamaru est chargé de faire un reportage sur Naruto et les participants à l'examen chūnin. Note : Cet épisode est un filler en forme d'épisode-résumé servant à la transition entre les saisons grâce à un ensemble de flashback. |                                                   |                                                    |                                                                             |                       |
| 27 | La Seconde Épreuve ! Tout le monde est un ennemi  | 第二試験スタート！周りはみんな敵だらけ！           | Daini shiken sutāto! Mawari wa minna teki darake!                           | 2 avril 2003          |
| [Chapitres 45-46] - Avant le début de la seconde épreuve de l'examen, chaque participant doit signer une décharge, à cause du fait que des candidats sont morts par le passé. Anko explique que les équipes vont devoir s'affronter pour récupérer le parchemin qui leur manque, car chaque groupe va recevoir soit un du Ciel, soit de la Terre, et avoir les deux parchemins avant d'atteindre la tour centrale dans un délai de 5 jours. Mais ils ne doivent les consulter sous aucun prétexte. À peine l'épreuve commencée, l'équipe 7 se fait attaquer par un ninja de la Pluie qui a pris l'apparence de Naruto… Note : Cet épisode débute l'arc mineur de la seconde épreuve. |                                                   |                                                    |                                                                             |                       |
| 28 | Manger ou être mangé... Naruto joue les appâts !  | 喰うか喰われるか！エサになったナルト               | Kū ka kuwareru ka! Esa ni natta Naruto                                      | 9 avril 2003          |
| [Chapitres 46-47] - Le ninja de la Pluie affronte Sasuke, qui réussit à libérer Naruto. Le jeune Uchiwa neutralise son adversaire en lui poignardant l'épaule, le faisant fuir. Il décide de donner un code à ses équipiers, pour éviter d'être surpris par des imposteurs. Hélas, Naruto est de nouveau séparé de ses deux partenaires, et se fait dévorer par un serpent géant. Le nouvel adversaire de Sasuke et Sakura s'avère plus coriace et plus dangereux que prévu. Ayant réussi à détruire le serpent géant, le fils du 4e Hokage vole à la rescousse de ses amis. |                                                   |                                                    |                                                                             |                       |
| 29 | Naruto contre-attaque !                           | ナルト反撃！逃げねーんだってばよ！                 | Naruto hangeki! nigenēndattebayo!                                           | 16 avril 2003         |
| [Chapitres 48-49] - Naruto vient aider Sasuke, en difficulté. Lors de ce combat, il fait preuve d'un grand courage alors que son rival est apeuré. Il le traite alors de poule mouillée. Pendant ce temps, les cadavres sans visage des trois participants de Kusa sont découverts aux abords de la forêt. Alertée, l'examinatrice Anko y reconnaît la signature d'Orochimaru. Elle demande l'envoi de deux escouades des forces spéciales. Naruto utilise le chakra de Kyūbi, mais est vite neutralisé par son adversaire, qui lui appose le « Sceau des 5 éléments » sur son abdomen. Après avoir vu le courage dont a fait preuve son camarade, et sermonné par Sakura, Sasuke reprend ses esprits et retrouve sa combativité. |                                                   |                                                    |                                                                             |                       |
| 30 | Le Feu du dragon                                  | 蘇れ写輪眼！必殺・火遁龍火の術！                   | Yomigaere Sharingan! Hissatsu: Katon Ryūka no Jutsu!                        | 23 avril 2003         |
| [Chapitres 49-50] - Après avoir vu la leçon de courage que Naruto lui a donné, Sasuke décide d'affronter son adversaire, au péril de sa vie. Après avoir battu le ninja de Kusa, il se fait mordre par ce dernier, et une marque maudite apparaît dans son cou. Le ninja ennemi dévoile ensuite sa véritable identité : il s'appelle Orochimaru, chef du village d'Oto. Plus tard, il confronte son ancienne élève, Anko, et la neutralise sans se forcer. Désormais seule, Sakura doit se débrouiller pour protéger ses équipiers. De leur côté, l'équipe de Gaï se disperse pour attaquer les autres équipes de l'épreuve. |                                                   |                                                    |                                                                             |                       |
| 31 | Le Combat pour l'amour                            | 激まゆプラトニック！僕は死ぬまでアナタを守る!!     | Geki maiu puratonikku! Boku wa shinu made anata o mamoru!!                  | 30 avril 2003         |
| [Chapitres 50-52] - Neji fait la rencontre de l'équipe 10, mais préfère ne pas prendre leur parchemin, par fierté et par honneur. De son côté, Rock Lee découvre que Sakura est attaquée par les trois ninjas d'Oto, et lui vient en aide. Inquiets pour leur équipier, qui n'est pas revenu de sa ronde, Neji et Tenten partent le rejoindre. En utilisant sa « Fleur de Lotus » sur Dosu, sauvé par Zaku, il s'épuise vite et est à la merci de ses adversaires. |                                                   |                                                    |                                                                             |                       |
| 32 | Le Réveil de Sakura ! Plus de figuration          | サクラ咲く！決意の後ろ姿                           | Sakura saku! Ketsui no ushiro sugata                                        | 7 mai 2003            |
| [Chapitres 53-54] - Épuisé par sa technique de la « Fleur de Lotus », Rock Lee est à la merci de Dosu, qui le neutralise avec le son, grâce à son chakra, laissant Sakura seule face à ses adversaires. L'équipe 10 assiste à la scène et Ino, apeurée, ne sait pas quoi faire entre aider son ancienne meilleure amie ou ne rien faire. Après avoir vu le courage dont Rock Lee a fait preuve, Sakura fait preuve de combativité et affronte, sans peur, les trois ninjas d'Oto. En voyant sa rivale se faire corriger par Zaku, Ino, accompagnée de Chôji et Shikamaru, se décide finalement à lui venir en aide. |                                                   |                                                    |                                                                             |                       |
| 33 | Une formation imbattable ! Sanglier-Cerf-Papillon | 無敵のフォーメーション！いのシカチョウ！！         | Muteki no fōmēshon! InoShikaChō!!                                           | 14 mai 2003           |
| [Chapitres 55-56] - L'équipe 10 s'est finalement décidée à prêter main-forte à Sakura, amochée par les coups que lui a portés Zaku. Malheureusement, le trio est neutralisé par leurs adversaires. Neji et Tenten rejoignent le champ de bataille et retrouvent leur équipier, inconscient. Le jeune Hyuga veut venger Rock Lee, mais décide de s'abstenir. C'est alors que Sasuke se réveille de sa léthargie, avec les marques de son sceau maudit qui se sont étendus sur le corps. Utilisant cette nouvelle puissance, il bat facilement Zaku en lui cassant les bras et fait fuir les ninjas d'Oto, qui lui laissent leur parchemin. |                                                   |                                                    |                                                                             |                       |
| 34 | Le Talent exceptionnel de Gaara                   | 赤丸ビックリ！我愛羅、驚異の実力                   | Akamaru bikkuri! Gaara, Kyōi no Jitsuryoku                                  | 21 mai 2003           |
| [Chapitres 57-59] - Alors que Sasuke a battu les trois ninjas d'Oto grâce au pouvoir d'Orochimaru, Gaara, Temari et Kankurô ont réussi la seconde épreuve en une heure et trente deux minutes juste après Kiba, Hinata et Shino qui étaient arrivés avant eux. Mais le plus surprenant, c'est que le ninja de Suna a réussi l'épreuve sans égratignure et sans une tache sur ses vêtements. |                                                   |                                                    |                                                                             |                       |
| 35 | Interdit de regarder !                            | のぞき見厳禁！巻き物の秘密                         | Nozoki mi genkin! Maki mono no himitsu                                      | 28 mai 2003           |
| [Chapitres 60-61] - Naruto, Sakura et Sasuke n'ont plus de temps à perdre. Ils doivent à tout prix réussir la seconde épreuve avant le lever du prochain jour. Alors que Sasuke part chercher de l'eau, Naruto et Sakura tentent de lire le parchemin en leur possession. Mais Kabuto les en empêche juste à temps. Kabuto leur explique qu'il se dirigeait vers la tour avec son équipe mais s'est perdu en cours de route. Il accompagne donc l'équipe 7 mais une fois dans la forêt, ils se font piéger par une technique d'illusion et sont attaqués par des clones produits par les ninjas du pays de la Pluie. |                                                   |                                                    |                                                                             |                       |
| 36 | Combat de clones                                  | 分身対決！オレが主役だってばよ！                   | Bunshin taiketsu! Ore ga shuyaku dattebayo!                                 | 4 juin 2003           |
| [Chapitres 62-63] - Naruto, Sakura, Sasuke et Kabuto continuent de combattre les clones des ninjas du pays de la Pluie. Alors que les ninjas du pays de la Pluie montrent leur vrai visage, ils se font prendre à leur propre jeu. Mais ces derniers ne s'avouent pas vaincus et recréent des clones. Mais Naruto réussit à les battre et récupère le parchemin du ciel. L'équipe 7 a réussi la seconde épreuve. |                                                   |                                                    |                                                                             |                       |
| 37 | Le Succès des neuf genins                         | 第二試験突破！勢ぞろいルーキーナイン！             | Daini shiken toppa! seizoroi rūkī nainu!                                    | 11 juin 2003          |
| [Chapitres 63-65] - Naruto, Sakura et Sasuke tentent de découvrir le mot mystérieux dans le texte du troisième Hokage qui est le suivant : « Si ton ciel déficient s'avère, approfondis tes connaissances et sois prêt. Si la terre défaut te fait, élance-toi vers les étendues sauvage où ta récompense tu trouveras. Ciel et terre tous deux ouverts, les dangers s'écarteront et sur le droit chemin tu avanceras. Des ****** l'élite tu deviendras et de guider digne tu seras ». Soudainement, Iruka fait son apparition grâce à la technique d'invocation produite par les parchemins. Il informe à nos amis que le mot manquant du texte était « hommes ». L'équipe de Kakashi a terminé la seconde épreuve et passe aux éliminatoires. Note : Cet épisode clôt l'arc mineur de la seconde épreuve. |                                                   |                                                    |                                                                             |                       |
| 38 | Les éliminatoires commencent                      | 合格者二分の一!?イキナリ試合だってばよ!!           | Gōkakusha nibun ni ichi!? Ikinari shiai dattebayo!!                         | 18 juin 2003          |
| [Chapitres 65-66] - Sur les 78 genin participants à la deuxième épreuve des examens en vue de la sélection des chūnin, seuls 21 parviennent jusqu'à la tour. Malgré cela, le nombre encore trop important des aspirants ninjas oblige le troisième Hokage à faire précéder la troisième épreuve proprement dites par l'organisation d'une série de 10 matchs ou combats réels entre les candidats restants, qui verra donc l'élimination de la moitié des concurrents. Kabuto, qui craint de révéler sa véritable identité au cours de ces matchs préliminaires, préfère déclarer forfait, prétextant la fatigue. Aucun autre ne le suivra. Ils ne sont plus que 20. Note : Cet épisode débute l'arc mineur de l'épreuve éliminatoire. |                                                   |                                                    |                                                                             |                       |
| 39 | Shishirendan ! La Fureur du lion                  | ゲジまゆジェラシー!『獅子連弾』誕生!               | Geji maiu jerashī! "Shishi Rendan" Tanjō                                    | 2 juillet 2003        |
| [Chapitres 67-69] - Le premier combat, comptant pour les matchs préliminaires avant le commencement de la troisième épreuve, tourne à l'avantage de Yoroï. Sasuke, encore très affaibli par les séquelles dues à la marque du sceau, doit se contenter dans un premier temps de se défendre, à la surprise générale, face aux coups répétés de celui-ci, qui tente de lui dérober son chakra. Finalement, le coéquipier de Naruto trouve la force de réagir et parviendra à terrasser son adversaire, en utilisant la technique dites de «l'ombre de la feuille», s'inspirant ainsi de «la fleur de Lotus» de Lee, avant de continuer sur un enchainement de sa création : Shishirendan, la « Fureur du Lion ». Kakashi profite alors du temps laissé à son élève avant la troisième épreuve pour tenter d'endiguer le mal qu'il porte en lui. C'est le moment que choisit Orochimaru pour faire son apparition, tandis que débute le deuxième combat. |                                                   |                                                    |                                                                             |                       |
| 40 | Une confrontation explosive                       | 一触即発!!カカシVS大蛇丸                           | Isshokusokuhatsu!! Kakashi vāsasu Orochimaru                                | 9 juillet 2003        |
| [Chapitres 67-69] - Le second combat oppose Shino à Zaku. Le passé de ce dernier est révélé : il a vécu toute son enfance dans la rue, à voler de la nourriture pour survivre. Admiratif par le regard noir du jeune garçon, Orochimaru le recrute pour en faire son subordonné. Il le teste en le faisant combattre contre d'autres ninjas. Alors qu'il allait utiliser une de ses techniques, Zaku s'aperçoit que ses mains sont bouchées par les insectes de son adversaire, permettant à Shino de gagner facilement le combat. De son côté, Kakashi est confronté à Orochimaru, qui veut enlever Sasuke. Il allait utiliser le Chidori contre l'ancien Sannin, mais celui-ci préfère renoncer. |                                                   |                                                    |                                                                             |                       |
| 41 | Le Combat des rivales                             | ライバル激突！オトメ心は本気モード                 | Raibaru gekitotsu! Otome gokoro wa honki mōdo                               | 16 juillet 2003       |
| [Chapitres 70-71] - L'épisode débute par le combat de Kankurô et Misumi, que le ninja de Suna bat sans problème. Vient ensuite le combat entre Ino à Sakura. Commençant par hésiter à se frapper mutuellement en raison de leur amitié de longue date, le combat ravive peu à peu tous leurs souvenirs d'enfance, leurs rêves et aspirations. La flamme ranimée, elles souhaitent toutes deux gagner ce combat. |                                                   |                                                    |                                                                             |                       |
| 42 | Que le meilleur combat soit !                     | ベストバトルはしゃーんなろー!!                     | Besuto batoru wa shānnarō!!                                                 | 23 juillet 2003       |
| [Chapitres 72-73] - Le combat entre Sakura et Ino continue. Au début, la première a l'avantage, jusqu'à ce que la seconde utilise sa technique de transposition. Mais celle-ci réussit à se débarrasser de l'esprit d'Ino, grâce aux encouragements de Naruto ; le combat se termine en match nul, où aucune des deux n'est qualifiée. Le cinquième combat entre Tenten et Temari va commencer… |                                                   |                                                    |                                                                             |                       |
| 43 | Shikamaru le stratège                             | シカマルタジタジ!?くの一達の熱き戦い               | Shikamaru tajitaji!? Kunoichi-tachi no atsuki tatakai                       | 30 juillet 2003       |
| [Chapitres 74-75] - Dans le cinquième combat, Tenten affronte Temari. Mais la kunoichi de Konoha n'arrive pas à percer la défense de son adversaire, qui repousse toutes ses attaques en utilisant le vent avec l'aide de son éventail. La kunoichi de Suna utilise ensuite la « Lame du Vent », battant facilement son opposante, secourue par Lee après le combat. Puis Shikamaru affronte Kin, la ninja d'Oto. Dans ce combat, il fait preuve de stratégie pour battre facilement cette dernière. C'est maintenant au tour de Naruto d'entrer en scène, car il affronte Kiba. |                                                   |                                                    |                                                                             |                       |
| 44 | Akamaru participe au combat                       | 赤丸参戦!!負け犬はどっちだ？                       | Akamaru sansen!! Makeinu wa docchi da?                                      | 6 août 2003           |
| [Chapitres 75-76] - À peine le combat commencé, Kiba porte un coup violent à Naruto et pense avoir déjà gagné. Mais son adversaire se relève. Durant le combat, l'élève de Kakashi fait preuve de malignité, avec ses techniques de métamorphose, permettant de prendre l'ascendant sur son opposant, en le battant à son propre jeu. Voulant passer aux choses sérieuses, l'élève de Kurenaï fait avaler une pilule à Akamaru, faisant de même, et pense avoir neutralisé son rival avec la « Morsure de l'Homme-Bête ». Ayant une volonté de fer malgré ses blessures, Naruto refuse d'abandonner… |                                                   |                                                    |                                                                             |                       |
| 45 | L'Incroyable Atout de Naruto !                    | ヒナタ赤面！ 観客あんぐり、ナルトの奥の手          | Hinata sekimen! Kankyaku anguri, Naruto no oku no te                        | 13 août 2003          |
| [Chapitres 76-77] - Naruto se retrouve en bien mauvaise posture face à Kiba, mais encore une fois, il retourne le piège de son adversaire contre lui-même en prenant l'apparence de son rival, puis en se métamorphosant en Akamaru lorsque celui-ci le frappe. Sans le vouloir, il émet un pet pour neutraliser l'odorat de son opposant, puis bat ce dernier avec sa nouvelle technique : Uzumaki Naruto Rendan, inspirée par le Shishirendan de Sasuke. |                                                   |                                                    |                                                                             |                       |
| 46 | Le Pouvoir du Byakugan                            | 白眼開眼!!内気なヒナタの大胆決意！                 | Byakugan kaigen!! Uchiki na Hinata no daitan ketsui!                        | 20 août 2003          |
| [Chapitres 78-79] - Le huitième combat voit Hinata opposer à son cousin, Neji. Ce dernier ne montre aucune pitié envers sa cousine, et tente de la faire abandonner en la déstabilisant et en la torturant psychologiquement. Mais grâce aux encouragements de Naruto, Hinata est prête à se battre. Et le combat commence plutôt bien, car il semble équilibré dans l'ensemble. Cependant… |                                                   |                                                    |                                                                             |                       |
| 47 | Sous les yeux de celui que j'admire               | 憧れの人の目の前で!!                               | Akogare no hito no me no mae de!!                                           | 27 août 2003          |
| [Chapitres 79-81] - Le combat entre Neji et Hinata se poursuit. Malheureusement, elle ne peut plus utiliser le juken, car son adversaire a bloqué la circulation de son chakra, en frappant une de ses cavités. Malgré ce handicap, elle refuse d'abandonner et se bat jusqu'au bout, jusqu'à ce que l'équipier de Lee la neutralise pour de bon. Lorsque sa cousine évoque leurs problèmes familiaux, le jeune Hyûga entre dans une colère noire et essaie de la tuer, mais est vite empêché par les jõnin. Mal en point après son combat, elle est transportée aux urgences et en ramassant son sang, Naruto se jure de la venger. |                                                   |                                                    |                                                                             |                       |
| 48 | Le Pouvoir de Lee                                 | 我愛羅粉砕!!若さだ！パワーだ！爆発だ！             | Gaara funsai!! Wakasa da! Pawā da! Bakuhatsu da!                            | 3 septembre 2003      |
| [Chapitres 81-83] - L'avant dernier-combat des éliminatoires va voir s'affronter Lee et Gaara. Dès le début du combat, l'élève de Gaï n'arrive pas à atteindre son adversaire, qui utilise le sable pour se protéger de ses attaques au corps-à-corps. Le rival de Kakashi autorise son élève à enlever ses poids, ce qui lui permet de bouger plus rapidement et d'enfin parvenir à porter ses coups au ninja de Suna. Il utilise la «Fleur de Lotus» sur son opposant, mais accablé par la douleur durant ses enchaînements, il oblige celui-ci à utiliser la « Permutation ». |                                                   |                                                    |                                                                             |                       |
| 49 | La Technique interdite                            | 熱血落ちこぼれ！遂に炸裂、禁断の奥義！             | Nekketsu ochikobore! Tsuini Sakuretsu, kindan no ōgi!                       | 10 septembre 2003     |
| [Chapitres 83-85] - Après avoir utilisé la « Fleur du Lotus », Lee a perdu la moitié de ses forces, et Gaara en profite pour s'amuser avec lui, en le rouant de coups encore plus violents avec son sable, bien que son adversaire résiste tant bien que mal à ses attaques. En voyant Gaï lui sourire, l'élève de ce dernier reprend courage et décide d'ouvrir les quatre premières Portes Célestes. |                                                   |                                                    |                                                                             |                       |
| 50 | Le Jeu de la mort                                 | 嗚呼ロック・リー！これが男の生き様よ！！           | Aa Rokku Rī! Kore ga otoko no ikizama yo!!                                  | 17 septembre 2003     |
| [Chapitres 85-87] - Lee joue son dernier atout, la face cachée du Lotus. Mais sa tentative est vouée à l'échec et perd le combat sur une contre-attaque de Gaara. Gaï, fier du combat livré par son élève préféré, va apprendre qu'il ne pourra plus devenir ninja à cause des blessures graves subies au bras et à la jambe gauche. |                                                   |                                                    |                                                                             |                       |
| 51 | Sasuke en danger !                                | 闇にうごめく影 サスケに迫る危機！                  | Yami ni ugomeku kage Sasuke ni semaru kiki!                                 | 24 septembre 2003     |
| [Chapitres 87-89] - Le dernier combat oppose Chôji à Dosu. Le second réussit à battre le premier en moins de 30 secondes. Les éliminatoires sont terminés. Le tirage au sort de la phase finale a lieu. Voici les prochains combats de la phase finale de l'examen : Naruto Uzumaki contre Neji Hyûga, Gaara contre Sasuke Uchiwa, Kankurô contre Shino Aburame et Temari affrontera le vainqueur du combat entre Dosu et Shikamaru Nara. Note : Cet épisode clôt l'arc mineur de l'épreuve éliminatoire. |                                                   |                                                    |                                                                             |                       |

## Saison 3
Diffusé sur TV Tokyo entre le 15 octobre 2003 et le 31 mars 2004.
Diffusée en France sur Game One entre le 15 mars 2006 et le 17 avril 2006.
Le générique d'ouverture, intitulé Kanashimi wo yasashisa ni (悲しみをやさしさに, De tristesse vers gentillesse), est interprété par le groupe japonais Little by Little. Il est utilisé jusqu'à l'épisode 86 (saison 4)
Le générique commence dans un paysage désertique et, dans un sens, post-apocalyptique : roche et terre nue, arbres morts, ciel jaune avec des teintes roses, particulièrement vide et avec des armes plantés à plusieurs endroits dans le sol.
Naruto, allongé par-terre, se relève alors que Sasuke et Sakura l'attendent. Ils se mettent à courir sur un fond de soleil couchant alors que le titre apparait.
 Naruto et Gaara sont montrés enfant, isolés et détestés par les leurs ; Hinata et Neji sont montrés enfants au sein de leur clan, la première entourée des siens, le second isolé ; Sakura et Ino sont montrées enfants cueillant des fleurs.
Naruto enfant est de nouveau montré alors qu'il commence à courir, d'enfant il passe à adolescent, fait des multiclonages alors que Sasuke et Sakura s'apprêtent à combattre.
Les différents professeurs sont montrés en gros plan pendant qu'en arrière-plan défile un négatif de leurs équipes respectives. L'Hokage est montré à la stèle du souvenir puis son équipe lorsqu'ils étaient alors enfants devant le Mont Hokage.
L'opening se termine alors que l'équipe sept court de nuit dans un paysage verdoyant.
Les deux premiers épisodes de la saison sont ouverts par le générique de la saison précédente.
| No | Titre français                                        | Titre japonais                                   | Titre japonais                                             | Date de 1re diffusion |
| No | Titre français                                        | Kanji                                            | Rōmaji                                                     | Date de 1re diffusion |
| --- | ----------------------------------------------------- | ------------------------------------------------ | ---------------------------------------------------------- | --------------------- |
| 52 | Le Retour d'Ebisu                                     | エビス再び！ハレンチは私が許しませんぞ！         | Ebisu futatabi! harenchi wa watashi ga yurushimasen zo!    | 1er octobre 2003      |
| [Chapitres 89-90] - N'ayant pas le temps de s'occuper de son élève, Kakashi confie l'entraînement de Naruto à Ebisu. N'étant pas d'accord avec cette décision, le jeune ninja est mis au défi par son nouvel instructeur, lui demandant de le semer. Mais ses tentatives pour lui échapper échouent, et il n'a d'autres choix que de s'y plier. Ebisu l'invite à manger chez Ichiraku, et lui explique que son problème n'est pas si grave que ça, car il a juste du mal à contrôler son chakra. Pour aider son nouvel apprenti, le jōnin lui apprend à marcher sur l'eau, près des sources thermales. Il se rend compte s'être trompé à son sujet, lorsque Naruto a dit à Konohamaru que réaliser son rêve ne sera pas chose facile. Un vieil homme interrompt l'entraînement, Ebisu tente de l'arrêter, mais il est vite neutralisé. Note : Cet épisode filler sert de transition entre l'arc mineur de l'épreuve éliminatoire et celui de Jiraya. |                                                       |                                                  |                                                            |                       |
| 53 | L'ermite est de retour                                | あいやしばらく！エロ仙人登場！                   | Aiyashibaraku! Ero-sennin tōjō!                            | 8 octobre 2003        |
| [Chapitres 91-92] - Naruto fait la rencontre de son parrain, Jiraya, un des trois ninjas légendaires de son village. Ce dernier ayant assommé son instructeur, il lui demande de le remplacer, mais il refuse. L'ermite essaie de lui échapper, mais le jeune garçon le retrouve à chaque fois. Lorsque celui-ci utilise son « Sexy Jutsu » sur lui, il revient sur sa décision et accepte d'entraîner Naruto. Plus tard, le Sannin s'excuse auprès d'Ebisu pour lui avoir pris son élève. Note : Cet épisode débute l'arc mineur de Jiraya, l'ermite aux crapauds. |                                                       |                                                  |                                                            |                       |
| 54 | La Technique d'invocation                             | エロ仙人直伝 口寄せの術だってばよ！！            | Ero-sennin jikiden Kuchiyose no Jutsu dattebayo!!          | 15 octobre 2003       |
| [Chapitres 91-92] - Un soir, un combat a lieu entre Gaara et Dosu Kinuta. Ce dernier lui avoue qu'en l'éliminant, il affrontera Sasuke à la phase finale. Mais Gaara se débarrasse de lui en un clin d'œil. Pendant ce temps, non loin de là, Kabuto et Baki concluent une alliance entre Suna et Oto pour réduire en cendres le village de Konoha. Après des péripéties, l'ermite accepte d'enseigner à Naruto ses connaissances et commence par une technique puissante : la technique d'invocation. |                                                       |                                                  |                                                            |                       |
| 55 | Un vœu fait à une fleur                               | 切ない想い 願いを込めた一輪                      | Setsunai omoi Negai o kometa ichirin                       | 22 octobre 2003       |
| [Chapitres 92-93] - Le troisième hokage informe les jōnin et les chūnin de la mort d'Hayate Gekko, l'arbitre des éliminatoires. Son corps a été retrouvé par les membres de l'ANBU. Pendant ce temps, Sakura rend visite à Sasuke et Lee à l'hôpital en compagnie d'Ino. |                                                       |                                                  |                                                            |                       |
| 56 | Une question de vie ou de mort                        | 生か死か!?免許皆伝は命懸け！                     | Sei ka shi ka!? Menkyo kaiden wa inochi kake!              | 29 octobre 2003       |
| [Chapitres 94-95] - Le seul moyen pour que Naruto réussisse à concentrer le chakra du démon-renard à neuf queues : une question de vie ou de mort. |                                                       |                                                  |                                                            |                       |
| 57 | Maître Crapaud entre en scène                         | 飛んだ！跳ねた！潜った！ガマ親分登場!!           | Tonda! Haneda! Mogutta! Gama oyabun tōjō!!                 | 5 novembre 2003       |
| [Chapitres 95-96] - Naruto invoque Gamabunta, l'actuel roi des batraciens, mais ce dernier ne croit pas ce petit bonhomme capable de l'avoir invoqué. Note : Cet épisode clôt l'arc mineur de Jiraya. |                                                       |                                                  |                                                            |                       |
| 58 | L'Histoire de Gaara                                   | しのび寄る魔の手！狙われた病室                   | Shinobi yoru ma no te! Nerawareta Byōshitsu                | 12 novembre 2003      |
| [Chapitres 96-97] - Le matin, Gaara reste introuvable. Shikamaru rend visite à Naruto et Sakura cherche Lee, qui devient la cible de Gaara. |                                                       |                                                  |                                                            |                       |
| 59 | L'épreuve finale commence                             | モー烈 モー追 モーダッシュ 本選開始だってばよ    | Mō retsu Mō Tsui Mō Dasshu Hansen kaishi dattebayo         | 19 novembre 2003      |
| [Chapitre 98] - Hinata est surprise par la « déclaration » de Naruto. Lors de leur discussion, Naruto remarque que le festival a déjà commencé. Kiba vient rejoindre Hinata, qui ne lui prête aucune attention. Le festival commence et déjà 3 concurrents sont absents. Naruto arrive donc dans le stade, par une entrée de « bouffon » comme dit Shikamaru. Note : Cet épisode débute l'arc mineur de la troisième épreuve. |                                                       |                                                  |                                                            |                       |
| 60 | Byakugan contre Multiclonage !                        | 白眼ＶＳ影分身！オレはゼってー勝つ!!             | Byakugan VS Kage Bunshin! Ore wa zettē katsu!!             | 26 novembre 2003      |
| [Chapitres 99-100] - Le premier combat de la phase finale de l'examen des chūnin va opposer Naruto Uzumaki à Neji Hyûga. Naruto est prêt à donner le meilleur de lui-même pour venger la défaite d'Hinata. |                                                       |                                                  |                                                            |                       |
| 61 | La Défense absolue                                    | 死角ゼロ！もうひとつの絶対防御                   | Shikaku zero! Mō hitotsu no zettai Bōgyo                   | 3 décembre 2003       |
| [Chapitres 100-102] - Neji utilise sa technique défensive du tourbillon divin et paralyse Naruto avec les 64 poings du hakke. Neji dévoile alors le sort réservé aux membres de la branche parallèle des Hyûga. |                                                       |                                                  |                                                            |                       |
| 62 | Le Pouvoir caché du raté                              | 落ちこぼれの底力！                               | Ochikobore no Sokojikara!                                  | 10 décembre 2003      |
| [Chapitres 103-105] - Alors que Neji est sur le point de remporter le combat, Naruto puise dans le chakra de Kyûbi et retourne la situation à son avantage, à la surprise générale. |                                                       |                                                  |                                                            |                       |
| 63 | Disqualifié ? Attention le grand tournoi est perturbé | 失格！？キケン！前倒し！波乱含みの大本戦         | Shikkaku!? Kiken! Maedaoshi! Haran bukumi no daihonsen!    | 17 décembre 2003      |
| [Chapitres 105-106] - Neji découvre la vérité sur la mort de son père. Pendant ce temps, Sasuke n'est toujours pas arrivé. Les autres combats sont donc avancés. |                                                       |                                                  |                                                            |                       |
| 64 | Un peu de nerf, Shikamaru !                           | 雲はいいなあ…やる気ゼロの男                      | Kumo wa ii naa... yaru ki zero no otoko                    | 24 décembre 2003      |
| [Chapitres 106-108] - Le combat suivant oppose Shikamaru à Temari. Bien que peu motivé, Shikamaru finit par dévoiler ses capacités. |                                                       |                                                  |                                                            |                       |
| 65 | Mais où est-il ? Sasuke se fait attendre              | 激突！木ノ葉舞い砂うごめく瞬間                   | Gekitotsu! Konoha mai Suna ugomeku toki                    | 31 décembre 2003      |
| [Chapitres 109-110] - Alors qu'il allait être disqualifié, Sasuke fait finalement son apparition dans le stade. Pendant ce temps, en coulisses, Naruto et Shikamaru assistent à une scène terrifiante. |                                                       |                                                  |                                                            |                       |
| 66 | Celui qui déclenche une tempête                       | 嵐を呼ぶ男！！サスケのゲジマユ流体術！           | Arashi o yobu otoko!! Sasuke no Gejimaiu-ryū Taijutsu!     | 14 janvier 2004       |
| [Chapitres 111-112] - Sasuke prend l'avantage sur Gaara grâce à sa rapidité. Gaara se réfugie dans une carapace de sable et prépare sa contre-attaque. |                                                       |                                                  |                                                            |                       |
| 67 | Les Leçons du maître                                  | だてに遅れたわけじゃない！究極奥義・千鳥誕生！！ | Date ni okureta wake janai! Kyūkyoku ōgi - Chidori tanjō!! | 14 janvier 2004       |
| [Chapitres 112-113] - Sasuke dévoile sa technique du chidori, enseignée par Kakashi. Pendant ce temps, autour du village, des ninjas ennemis rôdent. Note : Cet épisode clôt l'arc mineur de la troisième épreuve. |                                                       |                                                  |                                                            |                       |
| 68 | Offensive sur Konoha !                                | 『木ノ葉崩し』始動！                             | "Konoha Kuzushi" shidō!                                    | 28 janvier 2004       |
| [Chapitres 115-116] - Des ninjas d'Oto et de Suna font leur apparition dans l'enceinte du village. Orochimaru profite de la confusion pour maîtriser le 3e hokage. Note : Cet épisode débute l'arc mineur de l'offensive sur Konoha. |                                                       |                                                  |                                                            |                       |
| 69 | Enfin ! Une mission de rang A                         | 待ってました！Aランク任務だってばよ！！          | Matte mashita! A-ranku ninmu dattebayo!!                   | 4 février 2004        |
| [Chapitres 117-118] - Kakashi charge Naruto, Sakura, Pakkun, et Shikamaru de rattraper Sasuke, parti seul à la poursuite de Gaara. Le combat entre Orochimaru et le 3e hokage commence. |                                                       |                                                  |                                                            |                       |
| 70 | L'Embuscade de Shikamaru                              | 逃げ腰NO.1 めんどくせーがやろっきゃねえ！！      | Nigegoshi nanbaa wan Mendokuse~ ga yarukkyanee!!           | 11 février 2004       |
| [Chapitres 118-119] - Le groupe de Naruto est poursuivi par des ninjas ennemis. Shikamaru décide de préparer une diversion pour semer les poursuivants. |                                                       |                                                  |                                                            |                       |
| 71 | Le Combat des Hokage                                  | 古今無双！『火影』というレベルの戦い             | Kokon musō! "Hokage" toiu reberu no tatakai                | 18 février 2004       |
| [Chapitres 120-121] - Orochimaru utilise une technique interdite pour ressusciter le 1er et le 2d hokage et les obliger à le servir. Entre ces deux là et le 3e hokage, un terrible combat commence. |                                                       |                                                  |                                                            |                       |
| 72 | L'Erreur du Hokage                                    | 火影の過ち 仮面の下の素顔                        | Hokage no ayamachi Kamen ni shita no sukao                 | 25 février 2004       |
| [Chapitres 121-122] - L'affrontement final entre Orochimaru et le 3e hokage se rapproche. Le 3e hokage regrette alors de ne pas avoir pris la vie d'Orochimaru quand il en a eu l'occasion, quelques années auparavant. |                                                       |                                                  |                                                            |                       |
| 73 | Le Sceau du démon                                     | 禁術奥義！『屍鬼封印』                           | Kinjutsu ōgi! "Shiki Fūin"                                 | 3 mars 2004           |
| [Chapitres 123-124] - Mortellement blessé, le 3e hokage décide d'utiliser une technique de sceau secrète pour éliminer Orochimaru. Pendant ce temps, Sasuke est sur le point de rattraper le groupe de Gaara. |                                                       |                                                  |                                                            |                       |
| 74 | La Vraie Nature de Gaara                              | 驚愕！我愛羅の正体                               | Kyōkaku! Gaara no Shōtai                                   | 10 mars 2004          |
| [Chapitres 125-126] - Alors que Kankurō s'interpose pour protéger Gaara, Shino fait son apparition et engage le combat. Sasuke rattrape enfin Gaara, qui commence à se changer en Shukaku. |                                                       |                                                  |                                                            |                       |
| 75 | La Détermination de Sasuke                            | 限界を越えて… サスケの決断！！                   | Genkai o koete... Sasuke no ketsudan!!                     | 17 mars 2004          |
| [Chapitres 127-128] - Sasuke affronte un Gaara de plus en plus puissant. Malgré les avertissements de Kakashi, il décide d'utiliser une fois de plus son chidori, augmentant l'emprise du sceau maudit d'Orochimaru. |                                                       |                                                  |                                                            |                       |
| 76 | L'Assassin du clair de lune                           | 月夜の暗殺者                                     | Tsukiyo no ansatsusha                                      | 24 mars 2004          |
| [Chapitres 129-130] - Naruto et Sakura arrivent à temps pour protéger Sasuke à la merci de Gaara. Flashback sur l'enfance de Gaara. |                                                       |                                                  |                                                            |                       |
| 77 | Son nom est Gaara                                     | 光と闇 我愛羅という名                            | Hikari to Yami Gaara to iu na                              | 31 mars 2004          |
| [Chapitres 131-132] - Naruto décide tout de même de combattre Gaara afin de protéger ses amis alors qu'il est seul face à lui. Second flashback sur l'enfance de Gaara. Et Naruto finit par comprendre ce que ressent Gaara, étant donné qu'il a vécu la même chose que lui par le passé. |                                                       |                                                  |                                                            |                       |

## Saison 4
Diffusé sur TV Tokyo entre le 7 avril 2004 et le 29 septembre 2004.
Diffusée en France sur Game One entre le 18 avril 2006 et le 23 mai 2006.  
Le Générique d'ouverture est intitulé GO du groupe FLOW. Il commence par un zoom sur l'équipe 7, le premier refrain se termine par l'apparition des ombres de Kisame Hoshigaki et Itachi Uchiwa.   Le deuxième commence avec les images des Genins de Konoha ainsi que des Jonins.  On a ensuite une marche qui se termine sur une scène drole entre Jiraya,Kakashi ,Naruto et Sasuke. Ensuite des scènes plus épiques avec Gaï, Kurenaï,Itachi,Kisame,Kabuto ,Kakashi,Sasuke,Naruto ou encore les trois Sannins légendaires. 
| No | Titre français                         | Titre japonais                                | Titre japonais                                               | Date de 1re diffusion |
| No | Titre français                         | Kanji                                         | Rōmaji                                                       | Date de 1re diffusion |
| --- | -------------------------------------- | --------------------------------------------- | ------------------------------------------------------------ | --------------------- |
| 78 | Naruto sort le grand jeu               | 爆発！これぞナルト忍法帖～～っ！！            | Bakuhatsu! Korezo Naruto ninpōchō~~!!                        | 7 avril 2004          |
| [Chapitres 133-135] - Naruto passe à l'attaque pour sauver Sasuke et Sakura. Alors que le Shukaku a pris sa forme définitive, Naruto invoque Gamabunta. Note : Cet épisode clôt l'arc mineur de l'offensive sur Konoha. |                                        |                                               |                                                              |                       |
| 79 | Le Coup final                          | リミットぶっちぎり！ ～光と闇～               | Rimitto bucchigiri! ~Hikari to Yami~                         | 14 avril 2004         |
| [Chapitres 136-137] - Face à Gamabunta, Gaara utilise sa dernière technique pour libérer toute la puissance de Shukaku. Naruto et Gamabunta vont devoir trouver de nouvelles ressources. Note : Cet épisode débute l'arc mineur de la mort de l'Hokage. |                                        |                                               |                                                              |                       |
| 80 | Konoha pleure le 3e Hokage             | 三代目よ、永久に……！！                        | Sandaime yo, towa ni......!!                                 | 21 avril 2004         |
| [Chapitres 138-139] - Le 3e Hokage enlève les bras de l'âme d'Orochimaru et périt sur le coup. Tous les habitants du village sont à son enterrement pour lui rendre hommage et Iruka tente de consoler Konohamaru. Note : Cet épisode cloture l'arc mineur de la mort de l'Hokage et l'arc majeur de l'examen chūnin. |                                        |                                               |                                                              |                       |
| 81 | Retour au pays                         | 朝霧の帰郷                                    | Asagiri no kikyō                                             | 28 avril 2004         |
| [Chapitres 140-141] - Itachi Uchiwa revient au village de Konoha, pour venir chercher quelque chose. Note : Cet épisode débute l'arc d'Itachi et Kisame. |                                        |                                               |                                                              |                       |
| 82 | Sharingan contre Sharingan             | 写輪眼VS写輪眼！！                            | Sharingan tai Sharingan!!                                    | 5 mai 2004            |
| [Chapitres 142-143] - Kakashi est le seul à pouvoir résister au terrible pouvoir du Sharingan du clan Uchiwa. |                                        |                                               |                                                              |                       |
| 83 | Naruto et Jiraya… Sources de problèmes | おお、のォ～っ！自来也の女難、ナルトの災難    | Ō, nō~! Jiraiya no jonan, Naruto no sainan                   | 12 mai 2004           |
| [Chapitres 143-144] - Jiraya emmène Naruto à la recherche d'une femme. Arrivé à la première ville, les instincts du ninja légendaire refont surface. Note : Cet épisode débute l'arc majeur de la recherche de Tsunade. |                                        |                                               |                                                              |                       |
| 84 | Le Cri des Mille Oiseaux               | 唸れ千鳥 吠えろサスケ！                       | Unare Chidori, Hoero Sasuke!                                 | 19 mai 2004           |
| [Chapitres 145-146] - Après tant d'années, les deux frères du clan Uchiwa sont face à face. |                                        |                                               |                                                              |                       |
| 85 | La Malédiction du clan Uchiwa          | 愚かなる弟よ 恨め、憎め！                     | Orokanaru otōto yo urame, nikume!                            | 26 mai 2004           |
| [Chapitres 147-148] - Jiraya fait soudainement son apparition et prend part au combat contre Kisame et Itachi. Mais Sasuke refuse de laisser Jiraya se mêler de son combat contre Itachi. Il continue de se battre mais hélas, le pauvre Sasuke ne fait pas le poids face à son grand frère. Il se demande alors pourquoi il a passé ses années à Konoha à s'entraîner sans relâche puisqu'il ne fait aucun progrès. Sasuke subit ensuite la technique d'Itachi : « Les arcanes lunaires » remontrant l'extermination du clan par son frère. Sasuke se retrouve alors sans connaissance et les côtes cassés. Jiraya décide donc de partir à la recherche de Tsunade en compagnie de Naruto afin de lui demander de devenir le 5e Hokage du village de Konoha. Note : Cet épisode clôt l'arc d'Itachi et Kisame. |                                        |                                               |                                                              |                       |
| 86 | L'entraînement commence                | 修行開始 オレはぜってー強くなる！             | Shugyō kaishi, Ore ha zettē tsuyoku naru!                    | 2 juin 2004           |
| [Chapitres 149-150] - Naruto et Jiraya se mettent en route à la recherche de Tsunade. Ils décident de s'arrêter dans une ville où un festival a lieu afin d'y séjourner pendant quelques jours et de commencer l'entraînement. Note : Cet épisode débute l'arc mineur de la décision de Tsunade. |                                        |                                               |                                                              |                       |
| 87 | Naruto et le ballon d'eau              | 根性！！！割れろ水風船                        | Konjō!!! Warero mizufūsen                                    | 9 juin 2004           |
| [Chapitre 151] - Jiraya enseigne une nouvelle technique de concentration de chakra à Naruto, l'occasion pour ce dernier de se distinguer à nouveau comme un ninja original. |                                        |                                               |                                                              |                       |
| 88 | Vers la concentration ultime           | 木ノ葉マークと額当て                          | Konoha māku to hitaiate                                      | 16 juin 2004          |
| [Chapitres 152-154] - 2e étape de la nouvelle technique enseigné par Jiraya. |                                        |                                               |                                                              |                       |
| 89 | Ondulation                             | 波紋                                          | Hamon                                                        | 23 juin 2004          |
| [Chapitres 155-157] - Vers la 3e et ultime étape de maitrise de la technique, le 4e Hokage a mis 3 ans à maitriser cette technique, combien en faudra-t-il à Naruto ? |                                        |                                               |                                                              |                       |
| 90 | Explosion de colère !                  | 怒りバクハツ！許さねーってばよ                | Ikari bakuhatsu! Yurusanēttebayo                             | 7 juillet 2004        |
| [Chapitres 157-158] - Alors que Tsunade fait face à Orochimaru, Jiraya et Naruto arrivent en ville. |                                        |                                               |                                                              |                       |
| 91 | Le Pendentif maudit                    | 初代火影の遺産 死を呼ぶ首飾り                 | Shodai Hokage no isan Shi o yobu kubikazari                  | 14 juillet 2004       |
| [Chapitres 159-160] - À la suite de la proposition d'Orochimaru, Tsunade se remémore les événements attachés à son pendentif maudit. Jiraya la rejoint pour lui faire également une autre proposition : celle de devenir le 5e Hokage. |                                        |                                               |                                                              |                       |
| 92 | La Réponse de Tsunade                  | YESかNOか！ツナデの回答                       | YES ka NO ka! Tsunade no kaitō                               | 21 juillet 2004       |
| [Chapitres 161-163] - Tsunade avoue à Jiraya que Naruto lui fait beaucoup penser à son petit frère Nawaki, mort il y a quelques années. Elle piège ce dernier en ajoutant de la drogue dans son sake. Le lendemain, elle rejoint Orochimaru afin de donner réponse à sa proposition. Note : Cet épisode clôt l'arc mineur de la décision de Tsunade. |                                        |                                               |                                                              |                       |
| 93 | Les négociations sont interrompues     | 交渉決裂！！                                  | Kōshō Ketsuretsu!                                            | 28 juillet 2004       |
| [Chapitres 163-164] - Tsunade a fait son choix, et ça n'est pas en faveur d'Orochimaru, la bataille commence Tsunade contre Orochimaru et Kabuto Yakushi. Après quelques minutes de combat, Naruto, Jiraya et Shizune arrivent en renforts pour prêter main-forte à Tsunade. Note : Cet épisode débute l'arc mineur du combat des sannin. |                                        |                                               |                                                              |                       |
| 94 | Rasengan !                             | くらえ！怒りの螺旋丸                          | Kurae! Ikari no Rasengan                                     | 4 août 2004           |
| [Chapitres 165-167] - Jiraya affronte Orochimaru et Shizune s'occupe quant à elle de Kabuto. Mais Shizune n'a aucune chance face à Kabuto et perd le combat en moins de 10 min. Kabuto s'en prend ensuite à Tsunade mais Naruto l'empêche de continuer à la torturer. Il résiste tant bien que mal aux assauts de Kabuto. Kabuto tentant de l'attaquer de front, Naruto utilise sa nouvelle technique. |                                        |                                               |                                                              |                       |
| 95 | Le 5e Hokage                           | 五代目火影 命を賭けた戦い                     | Godaime Hokage, Inochi o kaketa tatakai!                     | 11 août 2004          |
| [Chapitres 168-169] - Naruto parvient finalement à réussir à maîtriser le Rasengan et la lance sur Kabuto. Mais ce dernier parvient à l'affaiblir en lui sectionnant les muscles cardio-vasculaires avant de subir l'assaut du Rasengan. Tsunade soigne Naruto, arrive à le sauver et lui donne son pendentif, reconnaissant avoir perdu son pari. Après avoir soigné Naruto, Tsunade subit les assauts d'Orochimaru qui tente de tuer Naruto. Elle décide de le protéger coûte que coûte en mettant sa vie en jeu. Elle finit par accepter la proposition de Jiraya et devient le 5e Hokage du village de Konoha. S'ensuit ensuite un combat acharné entre Tsunade et Orochimaru. |                                        |                                               |                                                              |                       |
| 96 | Bataille sur 3 fronts                  | 三すくみの戦い                                | San sukumi no tatakai                                        | 11 août 2004          |
| [Chapitres 170-171] - Face à Orochimaru, Tsunade invoque Katsuyu, une limace géante, Jiraya invoque Gamabunta le maître crapaud. Orochimaru invoque alors Manda le maître des serpents. Note : Cet épisode clôt l'arc mineur du combat des sannin. |                                        |                                               |                                                              |                       |
| 97 | Naruto aux sources thermales           | ナルトの湯けむり珍道中                        | Naruto no yukemuri chin dōchū                                | 18 août 2004          |
| Sur le chemin du retour, Tsunade décide de faire une pause aux sources thermales. Naruto découvre alors les aspects négatifs de la faiblesse de Tsunade. Note : Cet épisode clôt l'arc majeur de la recherche de Tsunade. |                                        |                                               |                                                              |                       |
| 98 | Le Diagnostic de Tsunade               | 忍者を辞めろ！ツナデの通告                    | Ninja o yamero! Tsunade no tsūkoku                           | 25 août 2004          |
| [Chapitres 172-173] - Tsunade arrive au village caché de Konoha, les préparatifs pour son intronisation commence. Pendant ce temps-là, elle se rend à l'hopital, pour soigner Kakashi, Sasuke et Lee. Note : Cet épisode débute l'arc de transition entre la recherche de Tsunade et le pays du Thé |                                        |                                               |                                                              |                       |
| 99 | L'Héritier                             | 火の意志を継ぐもの                            | Hi no ishi o tsugu mono                                      | 1er septembre 2004    |
| Naruto est interrompu en pleine conversation avec Lee par Moegi et Udon qui lui apprennent que Konohamaru s'est enfermé dans le bureau de l'Hokage. Naruto décide d'aller le voir et de tenter de le raisonner. Va-t-il réussir ? |                                        |                                               |                                                              |                       |
| 100 | La Détermination de Lee                | 熱血師弟の絆～男が忍法貫くとき～              | Nekketsu shitei no kizuna ~Otoko ga ninpō wo tsuranuku toki~ | 8 septembre 2004      |
| [Chapitres 179-180] - Rock Lee, découragé par les propos pessimistes de Tsunade sur le risque élevé de mortalité pendant l'opération qui pourrait le guérir, hésite à accepter cette dernière. Il se rappelle ses rêves de débutant, sa première rencontre avec son maître et modèle, Gaï Maito qui, inspiré par la détermination de ce genin, lui a redonné l'espoir dans les moments les plus difficiles. Encore une fois, Gaï Maito va lui redonner le courage de continuer. |                                        |                                               |                                                              |                       |
| 101 | Bas le masque, Kakashi sensei !        | 見たい、知りたい、確かめたい カカシ先生の素顔 | Mitai, Shiritai, Tashikametai Kakashi-sensei no sukao        | 15 septembre 2004     |
| Mais que se cache-t-il sous le masque de Kakashi Hatake ? Note : Cet épisode clôt l'arc de transition entre la recherche de Tsunade et le pays du Thé… C'est un épisode hors-série fortement inspiré d'un mini-chapitre de 3 pages qu'on peut trouver à la fin du premier Databook. |                                        |                                               |                                                              |                       |
| 102 | Mission au pays du Thé                 | いざ新任務 義理と人情と茶国を救え！           | Iza shin ninmu Giri to ninjō to Chakoku o sukue!             | 22 septembre 2004     |
| Tsunade confie une mission de rang B à Naruto, Sasuke et Sakura au pays du Thé. Note : Cet épisode débute l'arc filler du pays du Thé |                                        |                                               |                                                              |                       |
| 103 | La Grande Course de Todoroki           | ナルト撃沈！？陰謀うずまく大海原              | Naruto gekichin!? Inbau uzumaku ōunabara                     | 29 septembre 2004     |
| Naruto, Sasuke et Sakura s'aperçoivent que leur mission consiste à protéger Idate Morino, le jeune frère d'Ibiki. Ils ont rencontré ce garçon dans un restaurant et se sont fait piéger par ce dernier, soi-disant pour accord de paye des deux additions. Le lendemain, la course a lieu. Mais au lieu de prendre le bateau, Idate décide de se diriger vers le Nord, pensant que c'est le chemin le plus rapide pour aller sur l'île de Nagi. Mais alors qu'ils se dirigent vers l'île de Nagi en bateau, Naruto, Sasuke, Sakura et Idate se font attaquer par les ninjas du pays de la Pluie : Oboro, Kagari et Mubi qu'ils ont déjà rencontrés lors de l'examen de sélection des chûnin. |                                        |                                               |                                                              |                       |

## Saison 5
Diffusé sur TV Tokyo entre le 13 octobre 2004 et le 30 mars 2005.
Diffusée en France sur Game One entre le 18 décembre 2006 et le 18 janvier 2007.
| No | Titre français                                 | Titre japonais                              | Titre japonais                                          | Date de 1re diffusion |
| No | Titre français                                 | Kanji                                       | Rōmaji                                                  | Date de 1re diffusion |
| --- | ---------------------------------------------- | ------------------------------------------- | ------------------------------------------------------- | --------------------- |
| 104 | Orages sur Nagi                                | 走れイダテ！嵐を呼ぶ波乱のナギ島！！        | Hashire Idate! Arashi o yubi haran no Nagitō!!          | 13 octobre 2004       |
| Leur bateau en feu, nos amis se dirigent vers l'île à la nage. Mais Oboro et son équipe les attaquent à nouveau et Naruto réussit à s'en débarrasser grâce à son Rasengan. Une fois sur l'île, Naruto, Sasuke et Sakura viennent en aide à Idate et se retrouvent face à Aoi. Idate raconte alors à nos amis qu'il était un ancien ninja de Konoha et qu'il était déprimé d'avoir raté l'examen des chûnins. C'est à partir de cet instant qu'Aoi s'est servi de lui pour se rebeller contre le village de Konoha et de rejoindre le pays de la Pluie. Idate n'étant plus en état de courir à cause de ses blessures, Naruto se porte volontaire pour lui donner un petit coup de pouce. |                                                |                                             |                                                         |                       |
| 105 | Juste avant l'arrivée ! La bataille fait rage… | ゴール直前！雷鳴とどろく大激闘              | Gōru chokuzen! Raimei todoroku daigekitō                | 20 octobre 2004       |
| Naruto et Idate poursuivent la course ensemble. Arrivés au temple de Todoroki, Naruto se repose tandis qu'Idate continue la course seul. Alors qu'il s'apprête à rattraper Fukuzuke, Aoi empêche Idate de continuer la course. Mais Naruto vient en aide à Idate en compagnie de Sasuke et Sakura. Sasuke défie Aoi en premier mais se fait battre à plate couture par le déserteur qui le traite de "Plus faible des Uchiwa". Se relevant, il utilise les Mille Oiseaux en créant une fissure sur l'Epée du Dieu de la Foudre grâce à sa haine mais perd encore une fois. Sakura lui vient en aide, mais Aoi coupe le pont et les deux équipiers de Naruto tombent de la falaise. |                                                |                                             |                                                         |                       |
| 106 | La Dernière Ligne droite pour Idate            | 届くかイダテ！執念のラストスパート！！      | Todoku ka Idate! Shūnen no rasuto supāto!!              | 27 octobre 2004       |
| Naruto est maintenant seul contre Aoi et se retrouve en difficulté face à son adversaire. Mais grâce à la fissure causée par les Mille Oiseaux de Sasuke, il parvient à créer une diversion par laquelle il bat le déserteur avec son Rasengan. L'arrivée est proche et Idate finit par rattraper Fukuzuke et à gagner la course. La Famille Wasabi est déclarée gagnante tandis que la Famille Wagarashi est dissoute par le Daimyo. Idate remercie Naruto pour son soutien et retrouve son frère Ibiki qui a compris qu'il a muri. Alors que l’Équipe 7 est en route pour Konoha, Sasuke amer de sa nouvelle défaite manifeste une fois de plus sa jalousie envers son rival. Note : Cet épisode clôt l'arc filler du pays du Thé. |                                                |                                             |                                                         |                       |
| 107 | Sasuke contre Naruto                           | オマエと戦いたい！ついに激突 サスケVSナルト | Omae to tatakaitai! Tsui ni gekitotsu Sasuke tai Naruto | 3 novembre 2004       |
| [Chapitres 173-175+184] - L'équipe 10 fête la promotion de Shikamaru qui passe de Genin à Chûnin. Mais à l'hôpital, Sasuke rumine sa dernière défaite face à Aoi. Depuis le combat contre Gaara, ce dernier accumule les échecs tandis que Naruto devient de plus en plus fort. En plus de cela, le jeune ninja se rend compte qu'il n'est toujours pas parvenu à rattraper son frère et sent qu'il ne fait aucun progrès. Pour prouver qu'il est toujours le meilleur de l'Équipe, il provoque Naruto en duel qui accepte volontiers. Orochimaru envoie ses 4 Ninjas récupérer Sasuke qui débute le combat avec Naruto. Alors qu'ils ne parviennent pas à se départager, ils s'élancent l'un sur l'autre avec l'Orbe Tourbillonnant et les Mille Oiseaux sous les yeux de Sakura qui court vers eux les suppliant de s'arrêter. Note : cet épisode débute l'arc majeur de la fuite de Sasuke. |                                                |                                             |                                                         |                       |
| 108 | Une cassure invisible                          | 見えない亀裂                                | Mienai kiretsu                                          | 10 novembre 2004      |
| [Chapitres 176-177] - Le combat entre Naruto et Sasuke est interrompu par Kakashi alors qu'ils étaient sur le point de s'entretuer. Sasuke réalise que Naruto est bel et bien devenu plus fort que lui, se met en colère et part. Pendant ce temps, à la recherche de Sasuke, quatre ninjas d'Oto réussissent à s'infiltrer dans le village de Konoha sans se faire repérer. Kakashi tente de raisonner Sasuke en lui expliquant qu'il ne doit pas utiliser les Milles Oiseaux à tort pour se venger mais uniquement pour protéger ses amis. La nuit tombée Kidômarô, Jirôbô, Sakon et Tayuya s'attaquent à lui et tentent de le convaincre de changer de camp. Note : cet épisode débute l'arc mineur du quatuor du Son. |                                                |                                             |                                                         |                       |
| 109 | L'Invitation du Son                            | 音の誘い                                    | Oto no izanai                                           | 17 novembre 2004      |
| [Chapitres 178-179+181] - Décidée à aider Sasuke, Sakura rompt sa promesse et parle à Naruto du Sceau Maudit apposé par Orochimaru sur leur camarade et sa peur de le voir rejoindre le Sannin pour acquérir plus de puissance mais Naruto la rassure. Kidômarô, Jirôbô, Sakon et Tayuya expliquent à Sasuke que s'il veut atteindre son objectif, il doit obtenir de la puissance. Ce dernier, prend alors la décision de quitter le village de Konoha pour les suivre et rejoindre Orochimaru. Sakura intercepte son départ et essaye de l'arrêter en lui déclarant son amour, lui demandant de l'emmener avec lui si possible, mais Sasuke reste de marbre et lui adresse un « merci » avant de lui faire perdre conscience. |                                                |                                             |                                                         |                       |
| 110 | Les Cinq de Konoha + Un                        | 結成！鉄壁のフォーメーション                | Kessei! Teppeki fōmēshon                                | 24 novembre 2004      |
| [Chapitres 182-183] - Tsunade convoque Shikamaru et lui explique la situation. Elle lui dit de former une escouade composée de genin. Shikamaru forme une équipe de 5 avec Naruto, Kiba, Chôji et Neji. Avant le départ de l'équipe, Sakura vient voir le groupe et demande à Naruto en pleurant de ramener Sasuke au village. Naruto accepte la proposition de Sakura et lui fait la promesse de tout faire pour ramener Sasuke. |                                                |                                             |                                                         |                       |
| 111 | Le Pouvoir des quatre ninjas d'Oto             | 接触～音四人衆の実力～                      | Sesshoku ~Oto Yonin Shū no jitsuryoku~                  | 24 novembre 2004      |
| [Chapitres 183-186] - Sasuke avale un stimulant et entre dans un état comateux le temps d’assimiler le niveau deux du sceau maudit. Il est enfermé dans un tonneau qui le ramènera à la vie grâce à une technique spéciale. Les ninjas d'Oto dévoilent leurs pouvoirs sur les jōnin de Konoha. |                                                |                                             |                                                         |                       |
| 112 | La tension monte dans l'équipe de Shikamaru    | イキナリ仲間割れ！？シカマル小隊大ピンチ    | Ikinari nakamare!? Shikamaru shōtai daipinchi           | 1er décembre 2004     |
| [Chapitres 186-187] - L'équipe de Shikamaru se fait prendre au piège dans une prison de terre. Alors que les autres ninjas de Konoha essayent de s'en sortir, Shikamaru discute avec l'ennemi. |                                                |                                             |                                                         |                       |
| 113 | Chôji se déchaîne !                            | パワー全開！燃えろチョウジ                  | Pawā zenkai! Moero Chōji                                | 8 décembre 2004       |
| [Chapitres 188-189] - Chôji décide de combattre Jirôbô. Grâce à ses pilules, Chôji tient tête au ninja d'Oto. Ce dernier dévoile ses pouvoirs et traite Chôji de déchet. |                                                |                                             |                                                         |                       |
| 114 | Adieu l'ami, je ne t'oublierai jamais          | さらば友よ…！それでもオレは信じてる         | Saraba tomo yo...! Soredemo ore wa shinjiteru           | 15 décembre 2004      |
| [Chapitres 189-191] - Chôji augmente sa force et écrase Jirôbô. Celui-ci utilise son sceau démoniaque au niveau 2 et surpasse Chôji. Chôji n'a plus d'autre choix que d'utiliser la pilule mortelle au piment. |                                                |                                             |                                                         |                       |
| 115 | C'est moi ton adversaire                       | お前の相手はこのオレだ！                    | Omae no aite wa kono ore da!                            | 22 décembre 2004      |
| [Chapitres 191-193] - L'équipe de Shikamaru rattrape celle des ninjas d'Oto. Kidômarô va se battre et met toute l'équipe en échec. Neji se désigne pour affronter Kidômarô. |                                                |                                             |                                                         |                       |
| 116 | L'Angle mort du Byakugan                       | 視界360度 白眼の死角                        | Shikai sanbyaku rokujū do, Byakugan no shikaku          | 5 janvier 2005        |
| [Chapitres 194-195] - Neji continue à combattre Kidômarô, qui a trouvé le point faible du Byakugan de Neji. Pendant ce temps, Shikamaru, Naruto, Kiba et Akamaru continuent leur chemin. |                                                |                                             |                                                         |                       |
| 117 | Neji, sa raison de ne pas perdre               | 負けられない理由                            | Makerarenai riyū                                        | 5 janvier 2005        |
| [Chapitres 196-198] - Le combat entre Neji et Kidômarô se poursuit. Malgré toutes les blessures graves, Neji finit par vaincre son adversaire. |                                                |                                             |                                                         |                       |
| 118 | Récupérer le tonneau !                         | 奪還～間に合わなかった器                    | Dakkan~Ma ni awanakatta utsuwa                          | 12 janvier 2005       |
| [Chapitres 198-199] - Sakon et Tayuya continuent leur chemin en direction du repaire d'Orochimaru. Mais l'état de santé de ce dernier se dégrade, et il doit se résoudre à changer de corps avant l’arrivée de Sasuke. Shikamaru, Naruto et Kiba finissent par les rattraper et s'emparent du tonneau dans lequel est enfermé Sasuke. |                                                |                                             |                                                         |                       |
| 119 | Un nouvel ennemi !                             | 失策！新たなる敵                            | Shissaku! Aratanaru teki                                | 19 janvier 2005       |
| [Chapitres 200-202] - Kiba et Sakon se retrouvent dans le même piège qu'a posé Akamaru et tombent d'une falaise. Alors que Tayuya rattrape Naruto et Shikamaru, un ennemi fait son apparition : il s'agit de Kimimaro, dernier représentant du clan Kaguya et membre du quintet d'Oto, il emporte Sasuke avec lui pour le ramener à Orochimaru. Shikamaru permet à Naruto de rattraper Kimimaro pendant que lui s'apprête à affronter Tayuya. Note : cet épisode clôt l'arc mineur du quatuor du Son et débute l'arc mineur du quintet du Son. |                                                |                                             |                                                         |                       |
| 120 | Hurlez ! Aboyez ! L'Équipe ultime              | 唸れ！吠えろ！究極のタッグ                  | Unare! Hoero! Kyūkyoku no taggu                         | 2 février 2005        |
| [Chapitres 203-204] - Le combat entre Kiba et Sakon fait rage. Ukon, le frère de Sakon se réveille et les deux frères passent directement au stade n°2 de leur sceau maléfique. Kiba et Akamaru décident d'utiliser la redoutable technique du loup bicéphale. |                                                |                                             |                                                         |                       |
| 121 | Chacun son combat                              | それぞれの闘い                              | Sorezore no tatakai                                     | 9 février 2005        |
| [Chapitres 205-206] - Naruto créé plusieurs clones pour son combat contre Kimimaro. Mais ce dernier les bat facilement. Kiba se blesse lui-même gravement lors de son combat contre Ukon qui a réussi à s'introduire dans son corps. Shikamaru observe le style de combat de Tayuya pour élaborer une stratégie afin de trouver son point faible. |                                                |                                             |                                                         |                       |
| 122 | Shikamaru joue le tout pour le tout            | フェイク！男シカマル起死回生の賭け          | Feiku! Otoko Shikamaru kishikaisei no kake              | 16 février 2005       |
| [Chapitres 207-208] - Le combat entre Shikamaru et Tayuya continue. Tayuya envoie ses créatures à l'attaque à l'aide des notes jouées sur sa flûte. Shikamaru met alors son plan en marche et parvient à redresser la situation à son avantage. Mais Tayuya est contrainte de passer au stade n°2 de son sceau maléfique pour inverser la tendance. |                                                |                                             |                                                         |                       |
| 123 | Arrivée du fauve de jade de Konoha             | 木ノ葉の碧き野獣見参！                      | Konoha no aoki yajū kenzan!                             | 23 février 2005       |
| [Chapitres 209-210] - Comme prévu, Kimimaro s'est facilement débarrassé des clones de Naruto à l'aide de sa technique de la danse du camélia. Tout à coup, le tonneau se brise en mille morceaux et Sasuke réapparait sous la forme de stade n°2 de sa marque maudite. Alors que Naruto tente de rattraper Sasuke qui a pris la fuite, Kimimaro s'apprête à l'éliminer. Mais Lee intervient à temps et empêche Kimimaro de s'en prendre à Naruto. Lee rappelle à Naruto qu'il a promis à Sakura de ramener Sasuke. Naruto approuve et part donc à la poursuite de Sasuke. Un combat commence entre Lee et Kimimaro. Mais au bout de quelques minutes, Lee interrompt le combat car il doit prendre son médicament. Il boit du saké à la place de son médicament et devient accidentellement ivre.                                                                                              |                                                |                                             |                                                         |                       |
| 124 | L'Explosion du fauve de jade !                 | 野獣炸裂！弾けろ吹っ飛べ突き抜けろ！        | Yajū sakuretsu! Hajikero futtobe tsukinukero!           | 2 mars 2005           |
| [Chapitres 211-212] - Lee est accidentellement ivre et sa force augmente. La technique de l'homme ivre est trop puissante pour Kimimaro qui décide d'utiliser ses os. Pendant ce temps, Kiba et Shikamaru sont dans un état critique. |                                                |                                             |                                                         |                       |
| 125 | Les Ninjas de Suna                             | 木ノ葉同盟国砂の忍                          | Konoha dōmeikoku Suna no shinobi                        | 9 mars 2005           |
| [Chapitres 213-215] - Alors que les combats de Lee, Kiba et Shikamaru vont s'achever, d'autres ninjas viennent y prendre part ; en effet, Temari, Kankuro et Gaara arrivent juste à temps. Pendant que Temari affronte Tayuya, Kankuro doit faire face à Sakon et Ukon. |                                                |                                             |                                                         |                       |
| 126 | Gaara contre Kimimaro                          | 最強対決！我愛羅VS君麻呂！！                | Saikyō taiketsu! Gaara tai Kimimaro!!                   | 16 mars 2005          |
| [Chapitres 215-216] - Pour protéger Lee en mauvaise posture, Gaara se bat contre Kimimaro en utilisant des attaques encore plus puissantes qu'avant. Naruto continue de suivre la trace de Sasuke. |                                                |                                             |                                                         |                       |
| 127 | Une attaque implacable !                       | 執念の一撃！早蕨の舞                        | Shūnen no ichigeki Sawarabi no mai                      | 30 mars 2005          |
| [Chapitres 216-217] - La maîtrise du sable de Gaara pousse Kimimaro à ses limites. Mais celui-ci porteur d'un lourd passé montre toute la puissance héritée de son clan. Alors qu'il est sur le point de tuer ses adversaires, il succombe à la maladie qui le ronge. A la frontière du pays du feu, Naruto rattrape Sasuke et essaye de le raisonner. |                                                |                                             |                                                         |                       |
| 128 | Un cri égaré !                                 | 届かない叫び                                | Todokanai sakebi                                        | 30 mars 2005          |
| [Chapitres 218-219] - Naruto a enfin rattrapé Sasuke mais à sa grande surprise, il s'aperçoit très vite que ce dernier a bel et bien plongé dans les ténèbres et est devenu plus fort que jamais grâce à la puissance de son sceau maléfique. Naruto essaye de faire comprendre à Sasuke qu'il doit revenir à Konoha alors que tout le monde s'est sacrifié pour lui mais celui-ci avoue à son rival vouloir rejoindre Orochimaru pour assouvir sa vengeance et n'accorde pas d'importance à la vie des Ninjas venus le sauver. Le dernier combat entre Naruto et Sasuke commence et Naruto est vite désavantagé face à la nouvelle force de son ami. Note : cet épisode clôt l'arc mineur du quintet du Son. |                                                |                                             |                                                         |                       |

## Saison 6
Diffusé sur TV Tokyo entre le 6 avril 2005 et le 28 septembre 2005.
Diffusé en France sur Game One entre le 22 janvier 2007 et le 23 février 2007.
| No | Titre français                                    | Titre japonais                                    | Titre japonais                                                      | Date de 1re diffusion |
| No | Titre français                                    | Kanji                                             | Rōmaji                                                              | Date de 1re diffusion |
| --- | ------------------------------------------------- | ------------------------------------------------- | ------------------------------------------------------------------- | --------------------- |
| 129 | Itachi et Sasuke, le destin des deux frères       | 兄と弟遠すぎる存在                                | Ani to otōto tōsugiru sonzai                                        | 6 avril 2005          |
| [Chapitres 220-222] - Sasuke affronte Naruto, qui de son côté ne se bat pas sérieusement. Pendant l'affrontement, le jeune Uchiwa se remémore son enfance passée aux côtés de son frère Itachi envers qui il était plein d'admiration. Cependant, Sasuke était quand même jaloux que son père s'intéresse plus à Itachi qu'à lui-même. Il voit Itachi devenir de plus en plus distant avec le reste de son clan. Note : cet épisode débute l'arc mineur des Uchiwa. |                                                   |                                                   |                                                                     |                       |
| 130 | Père et fils, le blason brisé                     | 父と子 ひび割れた家紋                             | Chichi to ko Hibiwareta kamon                                       | 13 avril 2005         |
| [Chapitres 223-224] - Sasuke décide de battre Naruto rapidement en activant son Sharingan ; il replonge une nouvelle fois dans ses souvenirs d'enfance, à l’époque où il déployait de nombreux efforts pour prouver sa valeur à son père. |                                                   |                                                   |                                                                     |                       |
| 131 | Le Secret du kaléidoscope hypnotique du Sharingan | 開眼 万華鏡写輪眼の秘密                           | Kaigan Mangekyō Sharingan no himitsu                                | 20 avril 2005         |
| [Chapitres 224-225] - Suite des souvenirs d’enfance de Sasuke. Le jeune garçon rentre chez lui et découvre tout son clan, ainsi que ses parents tué par Itachi. Ce dernier possède une autre version du Sharingan, le « Kaléidoscope hypnotique du Sharingan ». Pour l’obtenir, il faut tuer son meilleur ami. Il pousse son cadet à le haïr et quitte le village. Maintenant seul au monde, Sasuke jure de passer son existence à devenir plus fort, quitte à sombrer dans les ténèbres afin de se venger de lui. De retour au présent, Sasuke encore hanté par les paroles de son frère annonce à Naruto qu'il est devenu son meilleur ami et que c'est pour ça qu'il cherche à l'éliminer. Les 2 genins foncent l'un vers l'autre, prêts à se battre sérieusement. Note : cet épisode clôt l'arc mineur des Uchiwa. |                                                   |                                                   |                                                                     |                       |
| 132 | Mon ami                                           | 親友よ！                                          | Shin'yū yo!                                                         | 27 avril 2005         |
| [Chapitres 226-228] - À Konoha, Kakashi apprend que Sasuke a quitté le village. Il part tout de suite à la recherche de ses élèves qui ont véritablement commencé leur combat. Sasuke est bien décidé à en finir avec Naruto. Préparant à la fois Les Mille Oiseaux et L'Orbe Tourbillonnant, ils se ruent à nouveau l'un sur l'autre mais ne parvenant pas à prendre le dessus avec leur attaque, ils se repoussent mutuellement. Naruto est désemparé car il voit que son rival veut réellement le tuer. Sasuke active sa Marque Maudite pour prendre l'avantage en vitesse. Naruto se laisse frapper sans réagir, il se rappelle sa première rencontre avec Sasuke et de leur relation conflictuelle, passant de rivaux à amis. Qu'en est-il pour Sasuke qui cherche à le tuer? Naruto se serait-il trompé sur la nature de leur lien ? Voyant que son camarade a dévié son attaque avec son bras gauche qui lui a perforé l'épaule droite, Sasuke se décide à donner le coup de grâce en l'étranglant mais celui-ci se délivre de l'emprise de son adversaire grâce au chakra de Kyubi. Guérissant de sa blessure, Naruto annonce en larmes à un Sasuke stupéfait par une déferlante de chakra qu'il va l'arrêter même s'il doit lui rompre les os de son corps. Note : cet épisode débute l'arc mineur du combat de Naruto et Sasuke. |                                                   |                                                   |                                                                     |                       |
| 133 | Le Cri des larmes, tu es mon ami                  | 涙の咆哮！オマエはオレの友達だ                    | Namida no hōkō! Omae wa ore no tomodachi da                         | 4 mai 2005            |
| [Chapitres 229-231] - La bataille entre Naruto et Sasuke fait rage. Naruto puise dans le chakra de Kyubi et domine Sasuke qui est dépassé par sa puissance. Naruto essaye encore une fois de raisonner Sasuke en le menaçant de l'amocher s'il ne se ressaisit pas. Ce dernier reproche à son compagnon de le sermonner pour rien sans le comprendre puisqu'il n'a pas de famille et ignore ce qu'il en coûte de perdre un proche. Naruto affirme avoir crée un lien fraternel avec lui malgré leur querelle. Bien que touché, Sasuke refuse de se laisser attendrir, remettant son bandeau, il annonce à son rival vouloir trancher ce lien amical et active le 3ème tomoé qui donne la pleine maturité à son Sharingan. Naruto comprend que Sasuke ne veut pas l'écouter. Le combat reprend de plus belle et Sasuke analysant mieux les mouvements de Naruto prend le dessus sur lui. Mais ce dernier ne le laisse pas faire et se transforme, sous l'emprise de Kyûbi. Encore une fois dominé, le jeune Uchiwa fait appel à sa nouvelle puissance : le niveau 2 du Sceau d'Orochimaru. |                                                   |                                                   |                                                                     |                       |
| 134 | Conclusion sous une pluie de larmes               | 涙雨の結末                                        | Namida ame no ketsumatsu                                            | 11 mai 2005           |
| [Chapitres 231-235] - Sasuke utilise son sceau maléfique pour augmenter sa puissance. Le dénouement est tout proche, Naruto et Sasuke tentent le tout pour le tout en exécutant encore une fois leur techniques respectives. Malheureusement, Naruto est à terre et Sasuke debout devant lui décide de ne pas le tuer et lui laisse la vie sauve. La pluie tombe, Kakashi arrive accompagné de Pakkun et prend Naruto, triste du destin de son équipe. Tandis que Sasuke rejoint Oto jurant de dépasser Itachi par ses propres moyens, Pakkun et Kakashi s'éloignent avec Naruto, un membre de l'Akatsuki qui a observé le combat entre les 2 rivaux surgit de nulle part. |                                                   |                                                   |                                                                     |                       |
| 135 | Une promesse non tenue                            | 守れなかった約束                                  | Mamorenakatta yakusoku                                              | 18 mai 2005           |
| [Chapitres 235-238] - Pendant que Kakashi ramène Naruto au village, Shikamaru est inquiet pour Kiba et Akamaru, Chôji et Neji qui se font soigner. la vie de Kiba n'est pas menacée, malgré une blessure grave, mais Neji et Chôji se trouvent en situation critique. Shikamaru a échoué dans sa mission et s'en morfond. Sasuke a rejoint Orochimaru. Naruto et ce dernier essaye de se faire pardonner auprès de Sakura en lui promettant de ramener leur ancien compagnon. Jiraya informe Naruto des plans de l'Akatsuki vis-à-vis de lui qui aboutiront dans 3 ans et lui demande d'oublier Sasuke. Mais celui-ci refuse et déclare qu'il veut toujours sauver Sasuke des griffes d'Orochimaru quoi qu'il puisse arriver. Note : cet épisode clôt l'arc mineur du combat de Naruto et Sasuke et l'arc majeur de la fuite de Sasuke. |                                                   |                                                   |                                                                     |                       |
| 136 | Enfin une mission de rang S !                     | 潜入捜査！？遂にきたきた超Ｓ級任務                | Sennyū sōsa!? Tsui ni kitakita chō-S-kyū ninmu                      | 25 mai 2005           |
| Note : À partir de cet épisode, la série est constituée uniquement de fillers jusqu'à sa fin. L'histoire ne reprend son cours que dans la seconde série. |                                                   |                                                   |                                                                     |                       |
| 137 | L'Ombre du clan Fûma                              | 無法者の街 ふうま一族の影                         | Muhōsha no gai Fūma ichizoku no kage                                | 1er juin 2005         |
| 138 | Pureté et trahison, un rêve éphémère              | 清き裏切り はかなき願い                           | Kiyoki uragiri Hakanaki negai                                       | 8 juin 2005           |
| 139 | Horreur ! Le Palais d'Orochimaru                  | 恐怖！大蛇丸の館                                  | Kyōfu! Orochimaru no tachi                                          | 15 juin 2005          |
| 140 | Le Piège de Kabuto                                | 二つの鼓動 カブトの罠                             | Futatsu no kodō Kabuto no wana                                      | 22 juin 2005          |
| 141 | La Décision de Sakura                             | サクラの決意                                      | Sakura no ketsui                                                    | 29 juin 2005          |
| Les épisodes 136 à 141 forment un arc hors-série. Naruto est hospitalisé, à la suite de son combat contre Sasuke, Sakura de son côté s'en veut de ne pas avoir réussi à convaincre le jeune Uchiwa de rester au village ; tous les deux décident d'aller le chercher. Jiraya demande à Tsunade de lui confier Naruto et Sakura pour une mission de rang S afin de récolter des informations sur le village caché du Son dans le Pays des Rizières. Ils arrivent dans une ville où Jiraya décide de mener l'enquête seul ; il entre dans un bar qui s'avère être le repaire du clan Fûma et se fait attaquer par Anzaki et ses hommes. Pendant ce temps, Naruto et Sakura font la connaissance de Sasame, une jeune fille membre du clan Fûma. Elle est venue au village d'Oto pour sauver son cousin Arashi des griffes d'Orochimaru ; ils décident de lui venir en aide. Une fois dans le repaire d'Orochimaru, Naruto, Sakura et Sasame ne sont pas au bout de leurs surprises, car Arashi est devenu un horrible monstre. Mais Sasame finit par le sauver, et ce dernier préfère mourir, ne se pardonnant pas le mal qu'il a fait. Mais avant de mourir, il annonce à Naruto que Sasuke est toujours vivant et qu'Orochimaru le surveille afin de se préparer à prendre son corps dans 3 ans. Sakura, qui a encore eu l'impression de n'être qu'un fardeau pour Naruto, a pris sa décision : elle demande à Tsunade de l'entrainer pour devenir un ninja médecin afin de protéger ses camarades. Note : Les dernières minutes de l'épisode 141 adapte le chapitre 236 du manga. |                                                   |                                                   |                                                                     |                       |
| 142 | Un trio diabolique                                | 厳戒施設の三悪人                                  | Genkai shisetsu no san akunin                                       | 6 juillet 2005        |
| 143 | Je compte sur ton groin                           | 走れトントン！お前の鼻が頼りだってばよ            | Hashire Tonton! Omae no hana ga tayori dattebayo                    | 13 juillet 2005       |
| 144 | Le Nouveau Trio                                   | 新生三人一組 二人と一匹！                         | Shin'sei surīman seru futari to ippiki                              | 20 juillet 2005       |
| 145 | Ino, Shika, Chô… La Nouvelle Formation !          | 炸裂！ニューフォーメーションいのシカチョウ        | Sakuretsu! Nyū fōmēshon Inoshikachō                                 | 27 juillet 2005       |
| 146 | Des ambitions brisées !                           | 残された野望 大蛇丸の影                           | Nokosareta yabō Orochimaru no kage                                  | 10 août 2005          |
| 147 | Duel fatidique !                                  | 因縁の対決！オマエにオレは倒せねえ                | Innen no taiketsu! Omae ni ore wa taosenee                          | 17 août 2005          |
| Les épisodes 142 à 147 vont ensemble. Deux frères jumeaux sèment la zizanie au centre correctionnel de haute sécurité et réussissent à s'évader : il s'agit de Fûjin et Raïjin, aidés par une vieille connaissance de Naruto et Iruka : Mizuki Tôji. Alors que Naruto et Iruka partent prêter main-forte à Shizune en danger, ils tombent sur le trio et engagent le combat contre ces derniers. Iruka, contraint d'affronter son ancien meilleur ami, tente de le raisonner, mais en vain. Plus tard, Mizuki vole des ingrédients dans un laboratoire du clan Nara afin de se concocter une boisson qui le rendra plus fort, grâce au sceau d'Orochimaru. Fûjin et Raïjin, de leur côté, mettent en difficulté le trio Ino-Shika-Chô, aidés par Tsunade, qui neutralise les jumeaux en un rien de temps. Les deux frères se repentissent et rentrent sagement au centre. Aidé par Iruka, Naruto réussit à battre Mizuki avec un «Orbe tourbillonnant». À cause de la boisson, Mizuki est fini en tant que ninja et est condamné à mort. Note : Les premières minutes de l'épisode 142 adapte le chapitre 238 du manga. |                                                   |                                                   |                                                                     |                       |
| 148 | À la recherche des insectes flaireurs             | 超追尾力に赤丸も嫉妬！幻の微香虫を探せ            | Chō-tsuibiryoku ni Akamaru mo shitto! Maboroshi no Bikōchū o sagase | 17 août 2005          |
| Naruto est toujours aussi déterminé à récupérer Sasuke. Hinata, Shino et Kiba veulent l'aider à le retrouver. Les 4 amis partent alors à la recherche des insectes flaireurs, destinés à retrouver la trace de Sasuke. |                                                   |                                                   |                                                                     |                       |
| 149 | Tous les insectes se ressemblent                  | どこが違うのさ!? 虫って同じに見えないか           | Doko ga chigau no sa!? Mushi tte onaji mienai ka                    | 24 août 2005          |
| Shino, Kiba, Naruto et Hinata arrivent à destination. Ils se mettent donc à la recherche des insectes flaireurs. Pendant leur recherche, Shino, Hinata et Kiba repèrent des personnes eux aussi à la recherche de ces insectes. Ils decident alors de ne rien dire à Naruto. |                                                   |                                                   |                                                                     |                       |
| 150 | La Grande Bataille des insectes                   | だまして化かしてだまされて！ 壮絶ムシムシ大バトル | Damashite bakashite damasarete! Sōzetsu mushimushi dai batoru       | 31 août 2005          |
| L'heure de l'échange arrive, alors que Shino, Kiba et Naruto se rendent sur place, ils ont alors affaire à des clones en cire d'abeille et se mettent donc à la recherche d'Hinata, par un autre marché. |                                                   |                                                   |                                                                     |                       |
| 151 | Enflamme-toi Byakugan !                           | 燃えよ白眼！ これが私の忍道よ                     | Moe yo Byakugan! Kore ga watashi no nindō yo                        | 14 septembre 2005     |
| Suzume bachi coince Naruto, Kiba et Shino dans le repaire des Kamizuru. Shino n'a alors d'autre choix que d'énerver la reine. Hinata tente de se débattre mais la prison de cire qui la retient prisonnière tombe dans les chutes ! Shino propose un marché aux Kamizuru : en échange d'Hinata, ils récupèreront l'insecte flaireur. Ils découvrent avec surprise que Hinata a disparu ! Naruto va se faire achever quand Hinata arrive ! Celle-ci se débarrasse sans difficulté des ninjas ennemis grâce au 64 poings du Hakke protecteur qui tranchent les abeilles et la reine. Mais Suzumebachi revient avec la reine que Naruto neutralise grâce au Rasengan. La mission se terminera par un échec à cause d'un pet émis par Naruto. |                                                   |                                                   |                                                                     |                       |
| 152 | Requiem pour les vivants                          | 生あるものへの葬送曲                              | Sei aru mono e no sōsōkyoku                                         | 21 septembre 2005     |
| Nos héros doivent aider des mineurs opprimés par une famille. Leur chef est Raïga, l'un des sept ninjas renégats, ce qui serait une piste pour retrouver Sasuke car en fait, Raïga permettrait de trouver Kisame afin de trouver Itachi puis trouver Sasuke, mais cette piste est nulle pour deux raisons car Sasuke à ce moment-là sait qu'il est trop faible pour défier Itachi et Raïga déteste les sept ninjas renégats. |                                                   |                                                   |                                                                     |                       |
| 153 | Que les poings de l'amour atteignent ton cœur     | 心に届け！愛の鉄拳                                | Kokoro no todoke! Ai no Tekken                                      | 28 septembre 2005     |
| Naruto, Lee, Neji et Tenten sont hébergés chez mémé Sancho, la mère de Karashi. Ils apprennent par cette dernière que son fils est parti de la maison et vont découvrir qu'il a rejoint la famille Kuruzuki. |                                                   |                                                   |                                                                     |                       |

## Saison 7
Diffusé sur TV Tokyo entre le 5 octobre 2005 et le 29 mars 2006.
Diffusé en France sur Game One entre le 10 septembre 2007 et le 12 octobre 2007.
| No | Titre français                                                | Titre japonais                                       | Titre japonais                                                   | Date de 1re diffusion |
| No | Titre français                                                | Kanji                                                | Rōmaji                                                           | Date de 1re diffusion |
| --- | ------------------------------------------------------------- | ---------------------------------------------------- | ---------------------------------------------------------------- | --------------------- |
| 154 | L'Ennemi naturel du Byakugan                                  | 白眼の天敵                                           | Byakugan no tenteki                                              | 5 octobre 2005        |
| Les quatre jeunes ninjas affrontent Raïga et après l'avoir battu, ils trouvent un sac où un petit garçon est enfermé à l'intérieur : il s'agit de Ranmaru, l'ami de Raïga. |                                                               |                                                      |                                                                  |                       |
| 155 | Des nuages noirs en approche                                  | 忍び寄る暗雲                                         | Shinobi yoru anun                                                | 12 octobre 2005       |
| Naruto, Lee, Neji et Tenten retrouvent Karashi qui est resté chez la famille Kuruzuki et lui passent un savon. Le jeune homme décide finalement de rentrer chez mémé Sancho et se fait pardonner auprès d'elle. Les quatre jeunes ninjas vérifient l'état de Raïga avec l'aide de Ranmaru. |                                                               |                                                      |                                                                  |                       |
| 156 | La Vengeance de Raïga                                         | 逆襲の雷牙                                           | Gyakushū no Raiga                                                | 19 octobre 2005       |
| Raiga a été ressuscité par Ranmaru et revient a la charge. |                                                               |                                                      |                                                                  |                       |
| 157 | Cours !! C'est le curry de la vie !                           | 走れ!!!生命のカレー                                  | Hashire!!! Seimei no karē                                        | 26 octobre 2005       |
| Lee affronte Raïga pendant que Mémé Sancho, Tenten et Ranmaru apportent le curry providentiel à Naruto et Neji. Lee y a aussi droit puisqu'il a subi un assaut de Raïga qui le met hors-combat. Mais il devient ivre en mangeant ce curry et affronte à nouveau Raïga. Ranmaru tente de convaincre son ami de goûter le curry mais ce dernier ne lui pardonne pas de l'avoir trahi. Cette fois-ci, c'est Naruto qui affronte Raïga et le bat avec son Multiclonage. |                                                               |                                                      |                                                                  |                       |
| 158 | L'Esprit d'équipe                                             | みんなオレについて来い！汗と涙のタクラミ大サバイバル | Minna ore ni tsuite koi! Ase to namida no takurami dai sabaibaru | 2 novembre 2005       |
| Les genins sont assignés chef d'équipe aux petits de l'académie. Chacun avec son groupe, ils enseignent tous des choses essentielles aux plus petits, Lee vit un vrai bonheur en se faisant appeler Sensei. Quand Naruto et son équipe arrivent au pied du rocher, les choses se compliquent. |                                                               |                                                      |                                                                  |                       |
| 159 | Ami ou Ennemi ? Le Chasseur de primes du désert               | 敵か味方か!?荒野の賞金稼ぎ                           | Teki ka mikata ka!? Kōya no shōkinkasegi                         | 9 novembre 2005       |
| Naruto, Hinata et Kiba sont envoyés en mission au pays de la terre rechercher un dangereux criminel, Gosunkougi, qui aurait assassiné des familles dans le but de les dépouiller de leur argent. Ils rencontrent alors Sazanami, qui leur apporte de l'aide, mais celui-ci ne s'avère pas très fiable. Kiba découvre alors que le vrai nom de Sazanami est Toukichi, un dangereux criminel. |                                                               |                                                      |                                                                  |                       |
| 160 | La Bataille du temple d'Okay                                  | 獲るか獲られるか!?オッケー寺の決斗                   | Eru ka erareru ka!? Okkē tera no kettō                           | 16 novembre 2005      |
| Dans l'auberge au petit matin, Sazanami essayera de tuer Naruto, Kiba et Hinata, de peur qu'il révèle qu'il est un dangereux criminel et qu'il se cache dans cette auberge. Sans succès, Kiba, Naruto et Hinata décident alors de l'aider à retrouver Gosunkougi, qui veut récupérer la cloche d'or. |                                                               |                                                      |                                                                  |                       |
| 161 | D'étranges visiteurs                                          | 珍客見参 碧の野獣？猛獣？…珍獣？                     | Sankyaku kenzan Ao no Yajū? Mōjū?... Sanjū?                      | 23 novembre 2005      |
| Un matin, deux étranges visiteurs essayent d'infiltrer Konoha pour obtenir de précieux renseignements. |                                                               |                                                      |                                                                  |                       |
| 162 | Le Guerrier maudit blanc                                      | 白き呪いの武者                                       | Shiroki noroi musha                                              | 30 novembre 2005      |
| 163 | Les Arrangements de Kômei, le stratège                        | 策士・紅明の思惑                                     | Sakushi - Kōmei no omowaku                                       | 7 décembre 2005       |
| 164 | Les renforts arrivent trop tard                               | 遅すぎた助っ人                                       | Ososugita suketto                                                | 14 décembre 2005      |
| 165 | La Mort de Naruto                                             | ナルト死す                                           | Naruto shisu                                                     | 21 décembre 2005      |
| 166 | La Montre arrêtée                                             | 止まったままの時間                                   | Todomatta mama no jikan                                          | 4 janvier 2006        |
| 167 | Le Temps du vol des oiseaux blancs                            | 白鷺のはばたく時間                                   | Shirasagi no habataku jikan                                      | 11 janvier 2006       |
| Les épisodes 162 à 167 vont ensemble. Tsunade envoie Naruto, Neji et Tenten en compagnie d'un certain Shishima en mission qui est la suivante : éliminer un spectre connu sous le nom du guerrier maudit qui sème la pagaille au pays des Oiseaux. Une fois sur place, ils découvrent que c'est le stratège Komei qui a mis en place l'idée du guerrier maudit. Naruto, qui semble inquiet sur la situation, mène lui-même son enquête, mais est arrêté par les gardes du seigneur Saji pour s'être introduit dans sa résidence. Alors que Komei s'apprête à être exécuté, Shishima informe Saji que le maître Mozo l'a berné et que c'est lui qui a tué son père, le seigneur Houoashi. C'est également lui qui a mis en place l'idée du guerrier maudit et tenter de faire assassiner le seigneur Saji afin de faire porter le chapeau à Komei. Komei est sauvé par le guerrier maudit qui était en réalité Naruto. À la surprise générale, on découvre que le seigneur Saji est en réalité sa sœur Toki qui a pris l'apparence de son frère mort. Toki part affronter le maître Mozo sous l'apparence du guerrier maudit aidée par Naruto, Neji, Tenten et Kakashi. Mais c'est finalement Naruto qui parvient à mettre cet imposteur appelé Oki au tapis et Toki devient alors le nouveau seigneur du pays des Oiseaux. |                                                               |                                                      |                                                                  |                       |
| 168 | Brûlons les graisses ! Mélangeons, étirons, et à la cuisson ! | 燃えろ寸胴！混ぜて伸ばして茹で上げろ！               | Moero Zundō! Mazete nobashite yude agero!                        | 18 janvier 2006       |
| Teuchi, propriétaire du restaurant « chez Ichiraku », a été provoqué en duel gastronomique par un riōnin qui a enlevé sa fille Ayame et demande de l'aide à Naruto, Sakura et Chôji. |                                                               |                                                      |                                                                  |                       |
| 169 | La Page perdue                                                | 記憶 失われた頁                                      | Kioku Ushinawareta peiji                                         | 25 janvier 2006       |
| 170 | Le Mystère du Kaima                                           | 衝撃 閉ざされた扉                                    | Shōgeki Tozasareta doa                                           | 1er février 2006      |
| 171 | Intrusion ! Le piège se referme !                             | 潜入 仕組まれた罠                                    | Sen'nyū Shikumareta torappu                                      | 8 février 2006        |
| 172 | Désespoir… Le Cœur lacéré                                     | 絶望 引き裂かれた心                                  | Zetsubō Hikisakareta hāto                                        | 15 février 2006       |
| 173 | Bataille en mer, le pouvoir libéré                            | 海戦 解き放たれた力                                  | Kaisen Tokihanatareta pawā                                       | 22 février 2006       |
| Les épisodes 169 à 173 vont ensemble. Tsunade envoie Naruto, Ino, Shino et Anko en mission au pays de la Mer. Leur mission : éliminer un monstre du nom de Kaima. Naruto fait la connaissance de la jeune fille qui l'a sauvé de la noyade juste après l'attaque de Yoroï et Misumi. Cette jeune fille se prénomme Isaribi. Mais il s'aperçoit qu'en réalité, le Kaima et cette jeune fille ne font qu'un. Anko explique alors à Naruto, Ino et Shino qu'Isaribi a été utilisée comme cobaye pour une expérience par Orochimaru et Amashi, son assistant, et que c'est à cause d'eux si cette jeune fille est devenue un monstre. Mais après l'avoir affrontée, Naruto finit par comprendre ce que ressent Isaribi et réussit à la rallier à sa cause. Notre jeune héros décide alors de se battre contre Amashi pour lui faire payer le mal qu'il a fait à Isaribi et pour lui avoir menti en lui disant qu'il lui rendrait son apparence humaine. Après cela, Anko recouvre enfin la mémoire qu'elle avait perdu à cause d'Orochimaru et Isaribi accompagne Naruto et ses compagnons au village de Konoha afin qu'elle retrouve son aspect normal. |                                                               |                                                      |                                                                  |                       |
| 174 | Naruto ! Moi aussi, je suis un ninja !                        | ありえねーってばよ! セレブ忍法・金遁の術             | Arienēttebayo! Serebu ninpō - Kinton no Jutsu                    | 1er mars 2006         |
| Naruto se voit confier comme mission de s'occuper d'un jeune garçon nommé Kuni. |                                                               |                                                      |                                                                  |                       |
| 175 | Creuse, baisse-toi et trouve le trésor !                      | ここ掘れワンワン! 埋蔵金を探せ                       | Koko hore wan wan! maizōkin o sagase                             | 8 mars 2006           |
| Naruto, Kiba et Hinata sont chargés de trouver un trésor caché dans une grotte dans la montagne. À peine partis, Naruto et Kiba se disputent, c'est alors qu'ils se mettent à faire toutes sortes de paris, que Kiba gagne à chaque fois, mettant Naruto en rage. Arrivés à la grotte, rien ne se passe exactement comme prévu, Naruto n'en fait qu'à sa tête et décide de rentrer dans la grotte qui, d'après Kiba, n'est pas la bonne. Dans la grotte, Hinata se blesse, Kiba décide alors d'aller chercher le trésor tout seul. |                                                               |                                                      |                                                                  |                       |
| 176 | Une grande partie de chasse à l'homme !                       | ジグザグ走！追って追われて間違えて                   | Jiguzagu sō! Otte owarete machigaete                             | 15 mars 2006          |
| Les doubles de Naruto, Kiba et Hinata sont prêts à partir pour le village de Konoha. Pendant que Kiba, Naruto et Hinata essayent de sortir de leur prison, Naruto et Kiba sont encore en train de se disputer. Grâce à la brillante intervention d'Hinata et de son Hakke, ils s'en sortent indemne. Kiba utilise alors « La morsure de l'homme bête » pour sortir de la grotte pendant que Naruto prend le coffre et ils laissent Hinata se remettre de sa blessure. Arrivés au village, Naruto et Kiba rencontrent leurs clones, qui sont aussi fragiles que de la porcelaine. |                                                               |                                                      |                                                                  |                       |
| 177 | Oh ?! S'il vous plaît, monsieur le facteur !                  | OH!?ぷりーず♥みすたーぽすとまん                      | OH!? Purīzu ♥ Misutā Posutoman                                   | 22 mars 2006          |
| Naruto croise en chemin un messager ninja et le sauve d'une chute mortelle. Arrivé dans un petit village, il retrouve Jiraya, pensant que celui-ci était parti en mission. |                                                               |                                                      |                                                                  |                       |
| 178 | Le Garçon au nom d'étoile                                     | 出会い 「星」の名を持つ少年                          | Deai "Hoshi" no na o motsu shōnen                                | 29 mars 2006          |

## Saison 8
Diffusé sur TV Tokyo entre le 5 avril 2006 et le 27 septembre 2006.
Diffusé en France sur Game One entre le 15 octobre 2007 et le 9 janvier 2008.
| No | Titre français                                            | Titre japonais                        | Titre japonais                                       | Date de 1re diffusion |
| No | Titre français                                            | Kanji                                 | Rōmaji                                               | Date de 1re diffusion |
| --- | --------------------------------------------------------- | ------------------------------------- | ---------------------------------------------------- | --------------------- |
| 179 | Étoile d'été, souvenir d'une berceuse                     | ナツヒボシ 思い出の子守唄             | Natsuhi Boshi, Omoide no Komori Uta                  | 5 avril 2006          |
| 180 | L'Adresse du paon dédommagé                               | 秘術 孔雀妙法の代償                   | Hijutsu Kujaku Myōhō no Daishō                       | 12 avril 2006         |
| 181 | Hoshikage, la vérité cachée                               | 星影 葬り去られた真実                 | Hoshikage Hōmurisarareta Shinjitsu                   | 19 avril 2006         |
| 182 | Les Retrouvailles                                         | 再会 残された時間                     | Saikai Nokosareta jikan                              | 26 avril 2006         |
| 183 | L'Éclat de l'étoile                                       | 星は輝きを増して                      | Hoshi wa kagayaki wo fuyashite.                      | 3 mai 2006            |
| Les épisodes 178 à 183 vont ensemble. Tsunade confie à Naruto, Neji, Lee et Tenten la mission de protéger l'étoile au village caché de l'Étoile. Arrivé en premier, Naruto se fait attaquer par un ninja de ce village, mais Neji et Lee arrêtent le combat. Le ninja en question a le même âge que Naruto et se prénomme Sumaru. Après cela, les quatre ninjas de Konoha rencontrent Akaoshi, le soi-disant nouveau Hoshikage du village caché de l'Étoile. Quelques minutes plus tard, un ninja s'introduit dans le village et dérobe l'étoile. Naruto tente de l'arrêter, mais sans succès. Durant l'entretien avec Akaoshi, Neji s'aperçoit que ce dernier semble malhonnête. Il charge Lee et Tenten de surveiller ses hommes de main. Plus tard, un autre ninja bat les Genin du village et enlève Sumaru. Les soupçons de Neji s'avèrent justifiés : Akaoshi a enlevé Sumaru pour forcer Natsui, la mère du garçon (c'est elle qui a dérobé l'étoile, afin d'éviter que les jeunes ninjas souffrent pendant l'entraînement), à faire un échange. Lee et Tenten libèrent Sumaru, et expliquent aux jeunes ninjas du village, que leur chef Akaoshi est derrière cet enlèvement, et que c'est lui qui les a battus. Naruto la neutralise, mais sera sauvé par la kunoichi. Cette dernière se présente au jeune ninja, tout en le soignant, et lui raconte son histoire. En effet, il est révélé que le 3e Hoshikage a interdit l'entraînement avec l'étoile, tout en autorisant les parents de Sumaru à quitter le village. Akaoshi, n'étant pas d'accord avec cette décision, l'assassine, aidé par ses complices, et réautorise l'entraînement. Après avoir trouvé la cachette de la jeune femme, il la force à lui remettre l'étoile, en échange de la vie de son fils, et lui dérobe son chakra, l'affaiblissant davantage. Malheureusement, l'état de Natsui se dégrade, et elle peut en mourir si elle utilise à nouveau son chakra. Après ses retrouvailles avec son fils, elle retente de dérober l'étoile, mais est découverte par Akaoshi qui l'assassine. Avant de mourir, elle créé un sceau lui permettant d'utiliser son chakra après la mort. Sumaru, comprenant le décès de sa mère, se rend au village pour se venger d'Akaoshi, mais retrouve le corps sans vie de sa mère dans la salle d'entraînement. Comprenant les intentions diaboliques d'Akaoshi, les ninjas du village se rebellent contre lui, mais ce dernier fusionne avec l'étoile, devenant très puissant. Naruto décide de l'affronter, aidé par Natsui, et réussit à le battre avec un Rasengan. La mission est un échec. Ramenés au village et soignés par Shizune et les médecins ninjas de Konoha, Mizura, Hokuto et Sumaru sont guéris des maux de leur entraînement avec l'étoile. |                                                           |                                       |                                                      |                       |
| 184 | Une longue journée pour Kiba Inuzuka                      | 犬塚キバのなが～い一日                | Inuzuka Kiba no naga~i ichi nichi                    | 10 mai 2006           |
| Infecté par un virus, Akamaru devient une menace pour Konoha, et devient la cible d'une traque impitoyable. Malgré le danger, Kiba Inuzuka est prêt à tout pour le protéger, et il s’enfuit avec lui. Tsunade donne alors l'ordre de le poursuivre, afin d'injecter à Akamaru un antidote fabriqué par l'équipe médicale. Hanna, sa grande sœur, décide de prendre cette responsabilité, et lorsqu'elle arrive à destination, elle est étonnée de voir qu'Akamaru a bien changé… Celui-ci ne se laissant pas faire, malgré les efforts de Naruto et elle-même, Hanna décide de le tuer, affirmant qu'il n'y a pas d'autres solutions. Mais Kiba, prêt à tout pour son chien, décide de raisonner ce dernier, qui le blesse alors gravement. Kiba est alors hospitalisé, et à peine réveillé, il explique à Tsunade, Naruto et sa sœur aînée, que si Akamaru l'a laissé en vie, ce n'est que par volonté. |                                                           |                                       |                                                      |                       |
| 185 | Onboo, le nouveau compagnon de Naruto !                   | 木ノ葉隠れの伝説 オンバアは実在した!! | Konohagakure no Densetsu, Onbaa wa jitsuzai shita!!  | 17 mai 2006           |
| Durant son entrainement, Naruto tombe sur un étrange animal légendaire, Onboo, une sorte de singe qui s'agrippe au dos des gens |                                                           |                                       |                                                      |                       |
| 186 | Shino délire                                              | 笑うシノ                              | Warau Shino                                          | 24 mai 2006           |
| Shino Aburame et Naruto sont envoyés pour une mission étrange : jouer un rôle durant un enterrement, et éviter de rire à tout prix. Shino ne semble pouvoir échouer, mais rien ne se passe comme prévu. |                                                           |                                       |                                                      |                       |
| 187 | Les Déménageurs de Konoha                                 | 開業!!木ノ葉引越センター              | Kaigyō!! Konoha hikkoshi sentā                       | 31 mai 2006           |
| Naruto, Hinata Hyûga et Chôji Akimichi sont envoyés pour protéger des marchands durant leur périple. Mais la mission se corse rapidement : trois jōnin les traquent. |                                                           |                                       |                                                      |                       |
| 188 | Les Marchands ambulants poursuivis !                      | 不可解 狙われた行商人                 | Fukakai, nerawareta gyōshōnin                        | 7 juin 2006           |
| À la suite de la prise de contrôle de Nano no Kuni par les trois jōnin, et la mort de l'une des personnes que le trio de Konoha devait protéger, la vérité est révélée : ce qui devait être une mission de rang D est en fait une mission de rang A. |                                                           |                                       |                                                      |                       |
| 189 | Combats impitoyables                                      | 地下水 無尽蔵の忍具                   | Chikasui Mujinzō no ningu                            | 14 juin 2006          |
| Les combats font rage contre les deux premiers jōnin. |                                                           |                                       |                                                      |                       |
| 190 | Le Point faible de l'homme magnétique !                   | 白眼は見た！磁気使いの死角            | Byakugan wa mita! Jiki tsukai no shikaku             | 21 juin 2006          |
| Tandis que Tsunade envoie des ninjas à Nano no Kuni pour éviter une guerre avec les autres pays, Naruto est grièvement blessé par le jōnin qui utilise un ninjutsu magnétique. Pour sauver celui qu'elle aime, Hinata l'affronte en duel. |                                                           |                                       |                                                      |                       |
| 191 | La Grande Fuite de Naruto !                               | 死の宣告“くもり時々晴れ”              | Shi no Senkoku "Kumori Tokidoki Hare"                | 28 juin 2006          |
| Chôji Akimichi, Hinata Hyûga et Yurinojo sont neutralisés par le troisième jōnin, qui intercepte Naruto avant qu'il ne réussisse à cacher Haruna. L'ultime combat s'annonce bien difficile. |                                                           |                                       |                                                      |                       |
| 192 | Le Paradis des joufflus                                   | いの絶叫！ ポッチャリ♥パラダイス      | Ino zekkyō! Pocchari ♥ Paradaisu                     | 5 juillet 2006        |
| Ino Yamanaka et Naruto sont envoyés en mission : Ino doit jouer le rôle d'une princesse. |                                                           |                                       |                                                      |                       |
| 193 | On recherche écumeurs de dojo                             | ビバ道場破り！ 青春はバクハツだ       | Bibadōjōyaburi! Seishun wa bakuhatsu da              | 12 juillet 2006       |
| Rock Lee ouvre un dojo afin que les ninjas expérimentés puissent le défier, et pour qu'il puisse ainsi perfectionner son entraînement. Tandis que son premier adversaire est Naruto, Gaï Maito se déguise pour défier incognito son élève. |                                                           |                                       |                                                      |                       |
| 194 | Le Château fantôme…                                       | 怪奇 呪われた幽霊城                   | Kaiki, norowareta yureishiro                         | 19 juillet 2006       |
| 7 personnes disparaissent du côté de la cime Kubisaki. Tsunade y envoie Naruto Uzumaki, Kiba Inuzuka et Hinata Hyûga. Surpris par la pluie, ils entrent dans un château plein de mauvaises intentions. |                                                           |                                       |                                                      |                       |
| 195 | La Troisième Grande Bête, l'ultime rival                  | 第三の超獣 最大のライバル             | Daisan no chōjū, Saidai no raibaru                   | 26 juillet 2006       |
| 196 | Les Larmes du combat !                                    | 涙の激突！ 熱血師弟対決               | Namida no Gekitotsu! Nekketsu shitei taiketsu        | 9 août 2006           |
| Les épisodes 195 et 196 vont ensemble. Naruto, Neji Hyûga, Tenten, mais surtout Rock Lee et Gaï Maito sont les personnages principaux de cette histoire de vengeance durant laquelle le maître et l'élève vont devoir s'affronter. |                                                           |                                       |                                                      |                       |
| 197 | Rassemblement des onze de Konoha !                        | 大ピンチ！ 木の葉の11人全員集合       | Daipinchi! Konoha no jūichi zen'in shūgō             | 16 août 2006          |
| 198 | La Mémoire de Naruto                                      | 暗部もお手上げ ナルトの記憶           | Anbu mō teage, Naruto no kioku                       | 23 août 2006          |
| 199 | Loupé ! La cible apparaît dans la ligne de mire           | 的外れ 見えてきた標的                 | Matohazure, Mietekita hyōteki                        | 30 août 2006          |
| 200 | En service actif !                                        | 現役バリバリ 最強の助っ人             | Gen'eki baribari! Saikyō no jūnin                    | 13 septembre 2006     |
| 201 | Pièges en série ! Compte à rebours vers l'anéantissement. | 多重トラップ 崩壊のカウントダウン     | Tajû trap, houkai no countdown.                      | 20 septembre 2006     |
| Les épisodes 197 à 201 vont ensemble. Konoha survivra-t-il à une destruction programmée depuis des décennies ? Tandis que l'ensemble des jōnin du village est envoyé à la frontière de Taki pour contrer la menace extérieure, Shikamaru Nara et la totalité des genin de sa génération - Naruto, Sakura, Neji, Rock Lee, Tenten, Kiba, Hinata, Shino, Chôji et Ino - tente de lutter contre une menace, peut-être plus terrible encore, qui vise une destruction de Konoha de l'intérieur. |                                                           |                                       |                                                      |                       |
| 202 | Le Top 5 des duels les plus populaires !                  | 本日発表！ 汗と涙の名勝負ベスト5      | Honjitsu happyou! Ase to namida no meishoubu best 5. | 27 septembre 2006     |
| Cet épisode est une « compilation » des 5 meilleurs combats. |                                                           |                                       |                                                      |                       |

## Saison 9
La saison 9 est diffusé sur TV Tokyo entre le 5 octobre 2006 et le 8 février 2007.
Elle est diffusée en France sur Game One entre le 10 janvier 2008 et le 4 février 2008.
| No | Titre français                   | Titre japonais                | Titre japonais                                   | Date de 1re diffusion             |
| No | Titre français                   | Kanji                         | Rōmaji                                           | Date de 1re diffusion             |
| --- | -------------------------------- | ----------------------------- | ------------------------------------------------ | --------------------------------- |
| 203 | La Décision de Kurenaï           | 紅の決断 とり残された第8班    | Kurenai no ketsudan, Torinokosareta daihappan    | 5 octobre 2006 10 janvier 2008    |
| 204 | Yakumo poursuivie                | 狙われた八雲 封印された能力   | Nerawareta Yakumo, Fūinsareta nōryoku            | 5 octobre 2006 11 janvier 2008    |
| 205 | La Mission secrète de Kurenaï    | 紅の極秘任務～三代目との約束  | Kurenai no gokuhi ninmu, Sandaime to no yakusoku | 5 octobre 2006 14 janvier 2008    |
| 206 | Une illusion ou la réalité ?     | 幻術か現実か 五感を制するもの | Genjutsu ka genjitsu ka, gokan wo sei suru mono. | 19 octobre 2006 15 janvier 2008   |
| 207 | Le Pouvoir supposé renfermé      | 封じられたはずの能力          | Fuujirareta hazu no nōryoku                      | 26 octobre 2006 16 janvier 2008   |
| Les épisodes 203 à 207 vont ensemble : À la surprise générale, Kurenaï informe Hinata, Kiba et Shino qu'elle quitte l'équipe 8 sans donner d'explications valables. Au courant de cette histoire, Naruto tente sa chance et décide de parler à Kurenaï pour tenter de lui faire entendre raison. Mais cela n'aboutit à rien. En menant son enquête, il s'aperçoit que Kurenaï recherche la jeune fille qu'il a rencontré en dehors du village : Yakumo. Sentant que Kurenaï est en danger, Tsunade envoie Gaï, Hinata, Kiba, Shino et Sakura lui prêter main-forte avec également l'aide de Naruto. Après l'avoir retrouvée, Kurenaï explique finalement à ses élèves la raison pour laquelle elle a quitté l'équipe 8 : le 3e Hokage lui avait confié la tâche de former Yakumo. Hélas, en s'apercevant que la jeune fille avait un monstre enfermé dans son esprit, elle utilise un sceau pour empêcher Yakumo d'utiliser son pouvoir et du coup, la contraint à abandonner son rêve de devenir ninja. Par la suite, Yakumo a été persuadée que ses parents avaient été assassinés sur ordre du 3e Hokage. Mais elle finit par découvrir la vérité en rencontrant le monstre qui était enfermé en elle et se rend compte que c'est elle-même qui est la cause de la mort de ses parents. Avec du courage et de la volonté, Yakumo élimine le monstre et reprend le cours de sa vie. |                                  |                               |                                                  |                                   |
| 208 | L'Objet d'art rare               | 名器 花鳥風月の重さ           | Meiki, Kachōfūgetsu no omosa                     | 2 novembre 2006 17 janvier 2008   |
| Naruto et Kiba sont envoyés en mission pour livrer, à Habotangai, un trésor. La mission s'annonce longue étant donné que Naruto et Kiba ont un problème contre Shingemon, leur employeur. |                                  |                               |                                                  |                                   |
| 209 | Les ennemis sont les Shinobazu ! | 敵は『不忍』                  | Teki wa "Shinobazu"                              | 9 novembre 2006 18 janvier 2008   |
| 210 | La Forêt de l'illusion           | 迷いの森                      | Mayoi no mori                                    | 16 novembre 2006 21 janvier 2008  |
| 211 | Souvenirs dans le feu            | 炎の記憶                      | Honoo no kioku                                   | 30 novembre 2006 22 janvier 2008  |
| 212 | Chacun son chemin !              | それぞれの道                  | Sorezore no michi                                | 7 décembre 2006 23 janvier 2008   |
| Les épisodes 209 à 212 vont ensemble : Des ninjas déserteurs, les « Shinobazu », mettent à feu une maison, tuant ses occupants. Mais l'un d'eux est pris, plus tard. Le bateau, divisé en deux, prend deux chemins différents. Naruto et Todoroki doivent contrer de nouveaux arrivants. Todoroki veut tuer Gantetsu. Lee et Sakura rencontrent un groupe de jeunes enfants. Quand Todoroki retrouve Akio et que Naruto affronte Monju, un second ninja vient enlever Akio. |                                  |                               |                                                  |                                   |
| 213 | La Mémoire perdue                | 失われた記憶                  | Ushinawareta kioku                               | 14 décembre 2006 24 janvier 2008  |
| 214 | La Vérité retrouvée              | 取り戻した現実                | Torimodoshita genjitsu                           | 21 décembre 2006 25 janvier 2008  |
| 215 | Une mémoire rejetée              | 消し去りたい過去              | Keshisaritai kako                                | 21 décembre 2006 28 janvier 2008  |
| Les épisodes 213 à 215 vont ensemble : Un ninja, tombé dans un ravin, est récupéré inconscient par Naruto à côté de Konoha. Il semblerait que seul Naruto fasse confiance à Menma. Les épisodes 214 et 215 sont regroupés dans un spécial Noël intitulé Un combat chaud dans un hiver froid! Un spécial de fin d'année plein d'action dattebayo ! diffusé le 21 décembre 2006. Pas d'épisodes les deux semaines qui suivent ce spécial, c’est-à-dire les 28/12 et 04/01. |                                  |                               |                                                  |                                   |
| 216 | Le Maître disparu                | 消えた匠 狙われた守鶴         | Kieta takumi - Nerawareta shukaku                | 11 janvier 2007 29 janvier 2008   |
| 217 | L'Alliance avec Suna             | 砂の同盟国 木ノ葉の忍         | Suna no dōmeikoku - Konoha no shinobi            | 18 janvier 2007 30 janvier 2008   |
| 218 | La Contre-attaque de Suiko       | 封じられた砂 水虎の反撃       | Fūjirareta suna Suiko no hangeki                 | 25 janvier 2007 31 janvier 2008   |
| 219 | L'Arme ultime ressuscitée        | よみがえった究極兵器          | Yomigaetta Kyūkioku heiki                        | 1er février 2007 1er février 2008 |
| 220 | Départ en voyage                 | 旅立ち                        | Tabidachi                                        | 8 février 2007 4 février 2008     |
| Les épisodes 216 à 220 vont ensemble : Des rumeurs circulent sur le village de Takumi; il essayerait de créer une arme ultime, dirigée contre les cinq grands pays. Gaara, Temari et Kankurô poursuivent les ninjas. Naruto, Shikamaru, Kiba, Chôji, Ino et Lee courent leur venir en aide. Les ninjas de Konoha ont rejoint ceux du sable. Les combats peuvent continuer, et Konoha rembourser sa dette. Pour combattre Gaara, le ninja récupère les artefacts de ses compagnons et libère une grande puissance. Une fois l'ennemi vaincu, Gaara et Naruto se font soigner à l'hôpital de Konoha. Rejoins par Jiraya, Naruto s'en va pour son entraînement de deux ans et demi loin de ses compagnons et du village. Note n°1 : Les dernières minutes de l'épisode 220 adaptent le chapitre 238 du manga. Note n°2 : Cet épisode marque la fin des épisodes hors-série, et la fin de la série Naruto. Naruto Shippuden commence le 15 février 2007 par un spécial d'une heure. |                                  |                               |                                                  |                                   |